# Estland
Estland [ˈeːstlant; ˈɛstlant] (estnisch Eestiⓘ [ˈeːsʲti], amtlich Republik Estland, estnisch Eesti Vabariik) ist ein Staat im Baltikum. Als nördlichster der drei baltischen Staaten grenzt es im Süden an Lettland, im Osten an Russland und im Norden und Westen an die Ostsee. Über den Finnischen Meerbusen hinweg bestehen enge, unter anderem sprachlich-kulturell begründete Bindungen an Finnland. Durch die jahrhundertelange Präsenz von Deutsch-Balten in Estland gibt es zudem historische Verbindungen zu Deutschland.
Der erstmals von 1918 bis 1940 und erneut seit 1991 unabhängige Staat ist Mitglied der Vereinten Nationen und seit 2004 der EU. Estland ist zudem Mitglied des Europarats, der NATO sowie der OSZE, seit 2010 der OECD und seit 2011 der Eurozone.
Estland hat rund 1,3 Millionen Einwohner (2022), die meist Esten, seltener Estländer genannt werden. Die Bevölkerungsmehrheit bilden ethnische Esten (rund 70 Prozent), ein finno-ugrisches Volk; daneben gibt es eine bedeutende russische Minderheit (21,5 Prozent). Die Hauptstadt und größte Stadt Estlands ist Tallinn, das frühere Reval; die zweitgrößte Stadt ist Tartu.

## Geographie

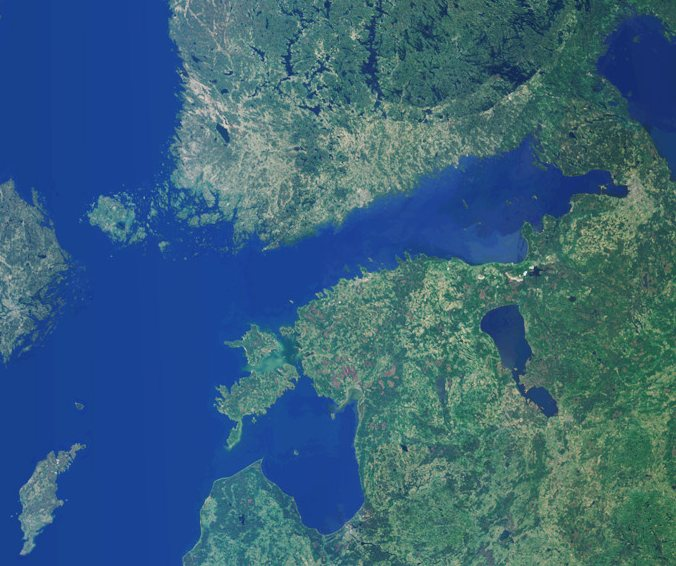
Finnischer Meerbusen (Satellitenaufnahme)

Estland befindet sich im Norden des Baltikums. Die Zuordnung der Gesamtregion wiederum ist umstritten und wird neben geographischen Faktoren auch von historisch-kulturellen und politischen Aspekten beeinflusst. So wird das Baltikum sowohl Nordeuropa als auch Mitteleuropa, Osteuropa und Nordosteuropa zugeordnet.
Estland liegt an der östlichen Küste der Ostsee. Flächenmäßig ist es etwas kleiner als Niedersachsen und etwas größer als die Schweiz. Das seenreiche Wald- und Hügelland mit vielen Mooren (teilweise Gewinnung von Torf) hat eine durchschnittliche Höhe von nur 50 m. Im südöstlichen Moränengebiet steigt es zum livländischen Hügelland bis zur höchsten Erhebung, dem Suur Munamägi (318 Meter), an. Der größte See ist der Peipsi järv (Peipussee), die größten Inseln sind Saaremaa und Hiiumaa. Estland hat 2317 Inseln (Stand 2024), davon sind 19 Inseln bewohnt.
Die gesamte Küstenlinie hat eine Länge von 3.794 Kilometern. Sie ist durch mehrere Golfe (wie die Rigaer Bucht), Meerengen und Einbuchtungen gekennzeichnet.

### Klima
Das Klima Estlands ist im Allgemeinen kühl-gemäßigt bis rau mit kalten, frostigen Wintern und mäßig warmen Sommern auf nordeuropäischem Niveau. Das Jahresmittel der Temperatur liegt in der Hauptstadt Tallinn bei 4,5 °C, es fallen 650 Millimeter Niederschlag mit einem Maximum im Spätsommer. Im Juli werden durchschnittlich 16,5 °C und im Januar −6,0 °C erreicht. Trotz des kalten Winters bleiben die Küsten meist eisfrei. Wobei es im Landesinneren im Winter zur selben Zeit bis zu 30 °C kälter sein kann als an der Küste (der Kälterekord liegt bei −45 °C in Jõgeva im Jahr 1945, s. a. Liste der Länder nach Temperatur#Staaten nach Extremtemperatur).

### Flora und Fauna

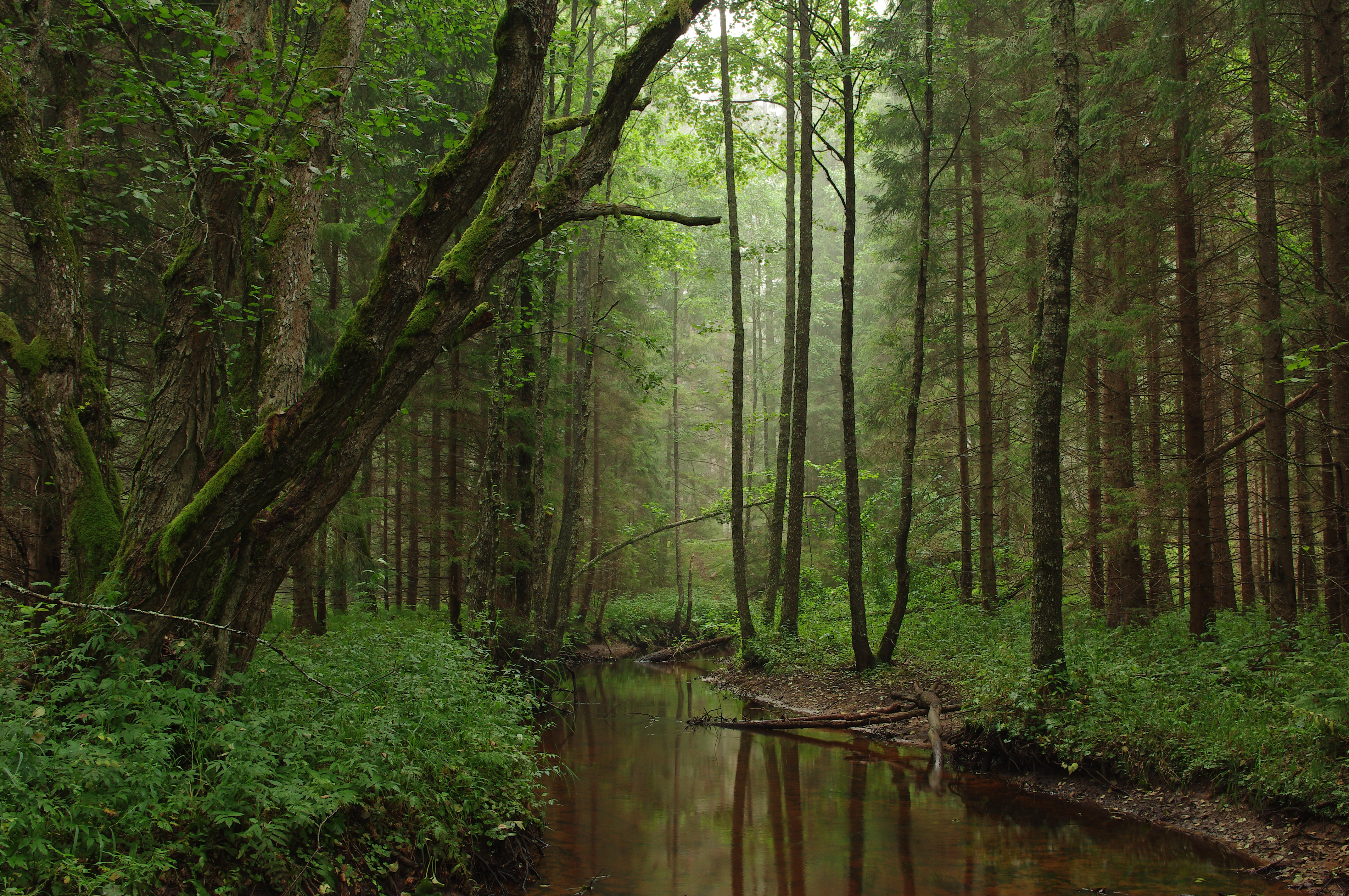
Verlauf des schmalen Tarvasjõgi

Mehr als 50 % der estnischen Landesfläche sind bewaldet. Der häufigste Laubbaum in den estnischen Wäldern ist die Birke. Sie ist ein vielbesungenes Motiv in Liedern und Volksdichtung und ein nationales Symbol des Landes. Vor allem auf sandigen Böden in Meeresnähe kommt die Waldkiefer häufig vor. Sie nimmt einen Anteil von etwa 35 % der estnischen Waldflächen ein. Am größten ist ihre Bedeutung auf den vorgelagerten Inseln Saaremaa und Hiiumaa sowie im Landkreis Harjumaa. Auch Fichte, Tanne und Lärche zählen zu den in Estland heimischen Nadelbaumarten.
In Estland sind als große Säugetierarten Elche (12.000), Rothirsche (2800), Rehe (50.000) sowie Braunbären (1000), Luchse (800), Wölfe
(etwa 300) und Wildschweine (20.000) heimisch und bejagbar. Ferner kommen Rotfüchse, Marderhunde, Kegelrobben (6300) Biber (20.000), Fischotter (2000), Marder (u. a. der Europäische Nerz mit etwa 25 Exemplaren auf Hiiumaa) und die seltener gewordenen Schneehasen (12.000) und das Europäische Gleithörnchen (100) vor.
Das größte Naturreservat des Landes ist Otepää looduspark (Naturpark Otepää) mit 222 km².
Estland hat u. a. als Brutgebiet der Doppelschnepfe und als Durchzugsgebiet zahlreicher Zugvögel internationale Bedeutung. Des Weiteren brüten acht der neun europäischen Spechtarten im Landesgebiet.

### Städte
Im Jahr 2023 lebten 70 Prozent der Einwohner Estlands in Städten. Die größten Städte des Landes sind:
| 01 | Tallinn (Reval)                | Harju      | 426.538  |
| 02 | Tartu (Dorpat)                 | Tartu      | 0.93.124 |
| 03 | Narva (Narwa)                  | Ida-Viru   | 0.57.130 |
| 04 | Pärnu (Pernau)                 | Pärnu      | 0.39.620 |
| 05 | Kohtla-Järve (Kochtel-Türpsal) | Ida-Viru   | 0.35.187 |
| 06 | Viljandi (Fellin)              | Viljandi   | 0.17.711 |
| 07 | Rakvere (Wesenberg)            | Lääne-Viru | 0.15.526 |
| 08 | Maardu (Maart)                 | Harju      | 0.15.077 |
| 09 | Kuressaare (Arensburg)         | Saare      | 0.13.382 |
| 10 | Sillamäe (Sillamäggi)          | Ida-Viru   | 0.13.288 |
| 11 | Valga (Walk)                   | Valga      | 0.12.452 |
| 12 | Võru (Werro)                   | Võru       | 0.12.167 |
| 13 | Jõhvi (Jewe)                   | Ida-Viru   | 0.10.051 |
| 14 | Haapsalu (Hapsal)              | Lääne      | 0.09.946 |

## Bevölkerung

### Demografie

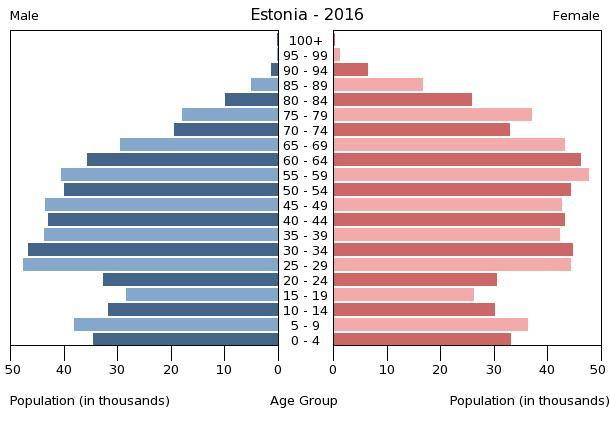
Bevölkerungspyramide Estland 2016

Estland hatte 2022 1,3 Millionen Einwohner. Das jährliche Bevölkerungswachstum betrug + 1,3 %. Trotz eines Sterbeüberschusses (Geburtenziffer: 8,6 pro 1000 Einwohner vs. Sterbeziffer: 12,8 pro 1000 Einwohner) wuchs die Bevölkerung durch Migration. Die Anzahl der Geburten pro Frau lag 2022 statistisch bei 1,4, die der Europäischen Union betrug 1,5. Die Lebenserwartung der Einwohner Estlands ab der Geburt lag 2022 bei 77,9 Jahren (Frauen: 82,4, Männer: 73,7). Der Median des Alters der Bevölkerung lag im Jahr 2021 bei 41,5 Jahren. Im Jahr 2023 waren 16,3 % der Bevölkerung unter 15 Jahre, während der Anteil der über 64-Jährigen 20,9 % der Bevölkerung betrug.

### Bevölkerungsstruktur

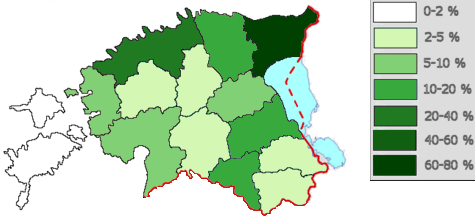
Verteilung der russischsprachigen Minderheit

Die Grafik zeigt die Verteilung der russischsprachigen Minderheit in Estland nach dem Zensus aus dem Jahr 2010. Die russischsprachige Wohnbevölkerung konzentriert sich vor allem in der Nähe der Grenze zu Russland in den Industriestädten Kohtla-Järve und Narva sowie im Raum Tallinn. Auf den vorgelagerten Inseln Saaremaa (Ösel), Hiiumaa (Dagö) und Vormsi (Worms) leben dagegen nur wenige Russen, da sie zu Sowjetzeiten militärisches Sperrgebiet waren.
Neben der estnischen Mehrheit (65,6 %) gibt es eine große russische Minderheit (23,2 %) sowie kleinere Gruppen von Ukrainern (2 %), Belarussen (0,8 %) und Finnen (0,6 %). In Tallinn sind 45 % der Einwohner keine ethnischen Esten.
| Estlands Bevölkerung nach Ethnien, 1922–2024 | Estlands Bevölkerung nach Ethnien, 1922–2024 | Estlands Bevölkerung nach Ethnien, 1922–2024 | Estlands Bevölkerung nach Ethnien, 1922–2024 | Estlands Bevölkerung nach Ethnien, 1922–2024 | Estlands Bevölkerung nach Ethnien, 1922–2024 | Estlands Bevölkerung nach Ethnien, 1922–2024 | Estlands Bevölkerung nach Ethnien, 1922–2024 | Estlands Bevölkerung nach Ethnien, 1922–2024 | Estlands Bevölkerung nach Ethnien, 1922–2024 | Estlands Bevölkerung nach Ethnien, 1922–2024 | Estlands Bevölkerung nach Ethnien, 1922–2024 | Estlands Bevölkerung nach Ethnien, 1922–2024 | Estlands Bevölkerung nach Ethnien, 1922–2024 | Estlands Bevölkerung nach Ethnien, 1922–2024 | Estlands Bevölkerung nach Ethnien, 1922–2024 | Estlands Bevölkerung nach Ethnien, 1922–2024 | Estlands Bevölkerung nach Ethnien, 1922–2024 | Estlands Bevölkerung nach Ethnien, 1922–2024 | Estlands Bevölkerung nach Ethnien, 1922–2024 | Estlands Bevölkerung nach Ethnien, 1922–2024 | Estlands Bevölkerung nach Ethnien, 1922–2024 | Estlands Bevölkerung nach Ethnien, 1922–2024 | Estlands Bevölkerung nach Ethnien, 1922–2024 | Estlands Bevölkerung nach Ethnien, 1922–2024 |
| Ethnische Herkunft | 1922{\displaystyle ^{1}}                     | 1922{\displaystyle ^{1}}                     | 1934{\displaystyle ^{1}}                     | 1934{\displaystyle ^{1}}                     | 1959{\displaystyle ^{1}}                     | 1959{\displaystyle ^{1}}                     | 1970{\displaystyle ^{1}}                     | 1970{\displaystyle ^{1}}                     | 1979{\displaystyle ^{1}}                     | 1979{\displaystyle ^{1}}                     | 1989{\displaystyle ^{1}}                     | 1989{\displaystyle ^{1}}                     | 2000{\displaystyle ^{2}}                     | 2000{\displaystyle ^{2}}                     | 2006{\displaystyle ^{2}}                     | 2006{\displaystyle ^{2}}                     | 2011{\displaystyle ^{2}}                     | 2011{\displaystyle ^{2}}                     | 2017{\displaystyle ^{2}}                     | 2017{\displaystyle ^{2}}                     | 2021{\displaystyle ^{2}}                     | 2021{\displaystyle ^{2}}                     | 2024{\displaystyle ^{2}}                     | 2024{\displaystyle ^{2}}                     |
| Ethnische Herkunft | Anzahl                                       | %                                            | Anzahl                                       | %                                            | Anzahl                                       | %                                            | Anzahl                                       | %                                            | Anzahl                                       | %                                            | Anzahl                                       | %                                            | Anzahl                                       | %                                            | Anzahl                                       | %                                            | Anzahl                                       | %                                            | Anzahl                                       | %                                            | Anzahl                                       | %                                            | Anzahl                                       | %                                            |
| --- | -------------------------------------------- | -------------------------------------------- | -------------------------------------------- | -------------------------------------------- | -------------------------------------------- | -------------------------------------------- | -------------------------------------------- | -------------------------------------------- | -------------------------------------------- | -------------------------------------------- | -------------------------------------------- | -------------------------------------------- | -------------------------------------------- | -------------------------------------------- | -------------------------------------------- | -------------------------------------------- | -------------------------------------------- | -------------------------------------------- | -------------------------------------------- | -------------------------------------------- | -------------------------------------------- | -------------------------------------------- | -------------------------------------------- | -------------------------------------------- |
| Esten | 969.976                                      | 87,6                                         | 992.520                                      | 88,1                                         | 892.653                                      | 74,6                                         | 925.157                                      | 68,2                                         | 947.812                                      | 64,7                                         | 963.281                                      | 61,5                                         | 935.884                                      | 68,2                                         | 921.908                                      | 68,6                                         | 924.100                                      | 69,0                                         | 904.639                                      | 68,8                                         | 914.896                                      | 65,6                                         | 931.993                                      | 67,8                                         |
| Russen | 91.109                                       | 8,2                                          | 92.656                                       | 8,2                                          | 240.227                                      | 20,1                                         | 334.620                                      | 24,7                                         | 408.778                                      | 27,9                                         | 474.834                                      | 30,3                                         | 354.660                                      | 25,8                                         | 345.168                                      | 25,7                                         | 341.450                                      | 25,5                                         | 330.206                                      | 25,1                                         | 322.700                                      | 23,2                                         | 296.268                                      | 21,5                                         |
| Ukrainer | —                                            | —                                            | —                                            | —                                            | 15.769                                       | 1,3                                          | 28.086                                       | 2,1                                          | 36.044                                       | 2,5                                          | 48.271                                       | 3,1                                          | 29.259                                       | 2,1                                          | 28.321                                       | 2,1                                          | 27.530                                       | 2,1                                          | 23.183                                       | 1,8                                          | 27.254                                       | 2,0                                          | 68.777                                       | 5,0                                          |
| Belarussen | —                                            | —                                            | —                                            | —                                            | 10.930                                       | 0,9                                          | 18.732                                       | 1,4                                          | 23.461                                       | 1,6                                          | 27.711                                       | 1,8                                          | 17.460                                       | 1,3                                          | 16.316                                       | 1,2                                          | 15.315                                       | 1,1                                          | 11.828                                       | 0,9                                          | 11.485                                       | 0,8                                          | 11.402                                       | 0,8                                          |
| Finnen | 401                                          | 0,0                                          | 1.088                                        | 0,1                                          | 16.699                                       | 1,4                                          | 18.537                                       | 1,4                                          | 17.753                                       | 1,2                                          | 16.622                                       | 1,1                                          | 11.974                                       | 0,9                                          | 11.163                                       | 0,8                                          | 10.494                                       | 0,8                                          | 7.591                                        | 0,6                                          | 8.479                                        | 0,6                                          | 8.344                                        | 0,6                                          |
| Tataren | —                                            | —                                            | 166                                          | 0,0                                          | 1.534                                        | 0,1                                          | 2.204                                        | 0,2                                          | 3.195                                        | 0,2                                          | 4.058                                        | 0,3                                          | 2.610                                        | 0,2                                          | 2.500                                        | 0,2                                          | 2.428                                        | 0,2                                          | 1.934                                        | 0,1                                          | 1.937                                        | 0,1                                          | 2.022                                        | 0,1                                          |
| Letten | 1.966                                        | 0,2                                          | 5.435                                        | 0,5                                          | 2.888                                        | 0,2                                          | 3.286                                        | 0,2                                          | 3.963                                        | 0,3                                          | 3.135                                        | 0,2                                          | 2.345                                        | 0,2                                          | 2.230                                        | 0,2                                          | 2.177                                        | 0,2                                          | 2.209                                        | 0,2                                          | 3.572                                        | 0,3                                          | 4.232                                        | 0,3                                          |
| Polen | 969                                          | 0,1                                          | 1.608                                        | 0,1                                          | 2.256                                        | 0,2                                          | 2.651                                        | 0,2                                          | 2.897                                        | 0,2                                          | 3.008                                        | 0,2                                          | 2.212                                        | 0,2                                          | 2.097                                        | 0,2                                          | 1.993                                        | 0,1                                          | 1.673                                        | 0,1                                          | 1.745                                        | 0,1                                          | 1.882                                        | 0,1                                          |
| Juden | 4.566                                        | 0,4                                          | 4.434                                        | 0,4                                          | 5.433                                        | 0,5                                          | 5.282                                        | 0,4                                          | 4.954                                        | 0,3                                          | 4.613                                        | 0,3                                          | 2.178                                        | 0,2                                          | 1.939                                        | 0,1                                          | 1.770                                        | 0,1                                          | 1.971                                        | 0,1                                          | 1.898                                        | 0,1                                          | 2.013                                        | 0,1                                          |
| Litauer | 436                                          | 0,0                                          | 253                                          | 0,0                                          | 1.616                                        | 0,1                                          | 2.356                                        | 0,2                                          | 2.379                                        | 0,2                                          | 2.568                                        | 0,2                                          | 2.131                                        | 0,2                                          | 2.079                                        | 0,1                                          | 2.046                                        | 0,2                                          | 1.881                                        | 0,1                                          | 2.057                                        | 0,1                                          | 2.146                                        | 0,1                                          |
| Deutsche | 18.319                                       | 1,7                                          | 16.346                                       | 1,5                                          | 670                                          | 0,1                                          | 7.850                                        | 0,6                                          | 3.944                                        | 0,3                                          | 3.466                                        | 0,2                                          | 1.878                                        | 0,1                                          | 1.895                                        | 0,1                                          | 1.918                                        | 0,1                                          | 1.945                                        | 0,1                                          | 2.570                                        | 0,2                                          | 2.973                                        | 0,2                                          |
| Schweden | 7.850                                        | 0,7                                          | 7.641                                        | 0,7                                          | —                                            | —                                            | 435                                          | 0,0                                          | 254                                          | 0,0                                          | 297                                          | 0,0                                          | —                                            | —                                            | —                                            | —                                            | —                                            | —                                            | —                                            | —                                            | —                                            | —                                            | —                                            | —                                            |
| Andere und unbekannt | 11.467                                       | 1,0                                          | 4.266                                        | 0,4                                          | 6.116                                        | 0,5                                          | 6.883                                        | 0,5                                          | 9.042                                        | 0,6                                          | 13.798                                       | 0,9                                          | 9.480                                        | 0,7                                          | 9.068                                        | 0,7                                          | 8.973                                        | 0,7                                          | 15.385                                       | 1,2                                          | 95.479                                       | 6,8                                          | 34.012                                       | 2,5                                          |
| Gesamt | 1.107.059                                    | 1.107.059                                    | 1.126.413                                    | 1.126.413                                    | 1.196.791                                    | 1.196.791                                    | 1.356.079                                    | 1.356.079                                    | 1.464.476                                    | 1.464.476                                    | 1.565.662                                    | 1.565.662                                    | 1.372.071                                    | 1.372.071                                    | 1.344.684                                    | 1.344.684                                    | 1.340.194                                    | 1.340.194                                    | 1.315.635                                    | 1.315.635                                    | 1.394.072                                    | 1.394.072                                    | 1.374.687                                    | 1.374.687                                    |
| {\displaystyle ^{1}} Angaben nach miksike.ee und lcweb2.loc.gov. {\displaystyle ^{2}} Angaben nach pub.stat.ee Angaben jeweils für den 1. Januar des Jahres |                                              |                                              |                                              |                                              |                                              |                                              |                                              |                                              |                                              |                                              |                                              |                                              |                                              |                                              |                                              |                                              |                                              |                                              |                                              |                                              |                                              |                                              |                                              |                                              |

### Sprachkenntnisse
Nach der Volkszählung von Ende 2021 sprachen 76 % der Bewohner Estlands mindestens eine weitere Sprache. Von den Einwohnern mit Fremdsprachenkenntnissen sprachen 48 % eine weitere Sprache, 35 % zwei, 13 % drei und 3 % vier weitere Sprachen. 84 % der Bevölkerung sprachen Estnisch, davon 67 % als Muttersprache und 17 % als Fremdsprache. Russisch wurde von 67 % der Bevölkerung gesprochen, davon 29 % als Muttersprache und 39 % als Fremdsprache.
Englisch wurde als Fremdsprache von 48 % gesprochen und hat damit Russisch mit 39 %, das bei der Volkszählung 2011 noch den Platz der häufigsten Fremdsprache einnahm, abgelöst. Die nächsthäufigen Fremdsprachen waren Finnisch mit 11 % und Deutsch mit 7 % (alle Zahlen gerundet).

### Russische Minderheit

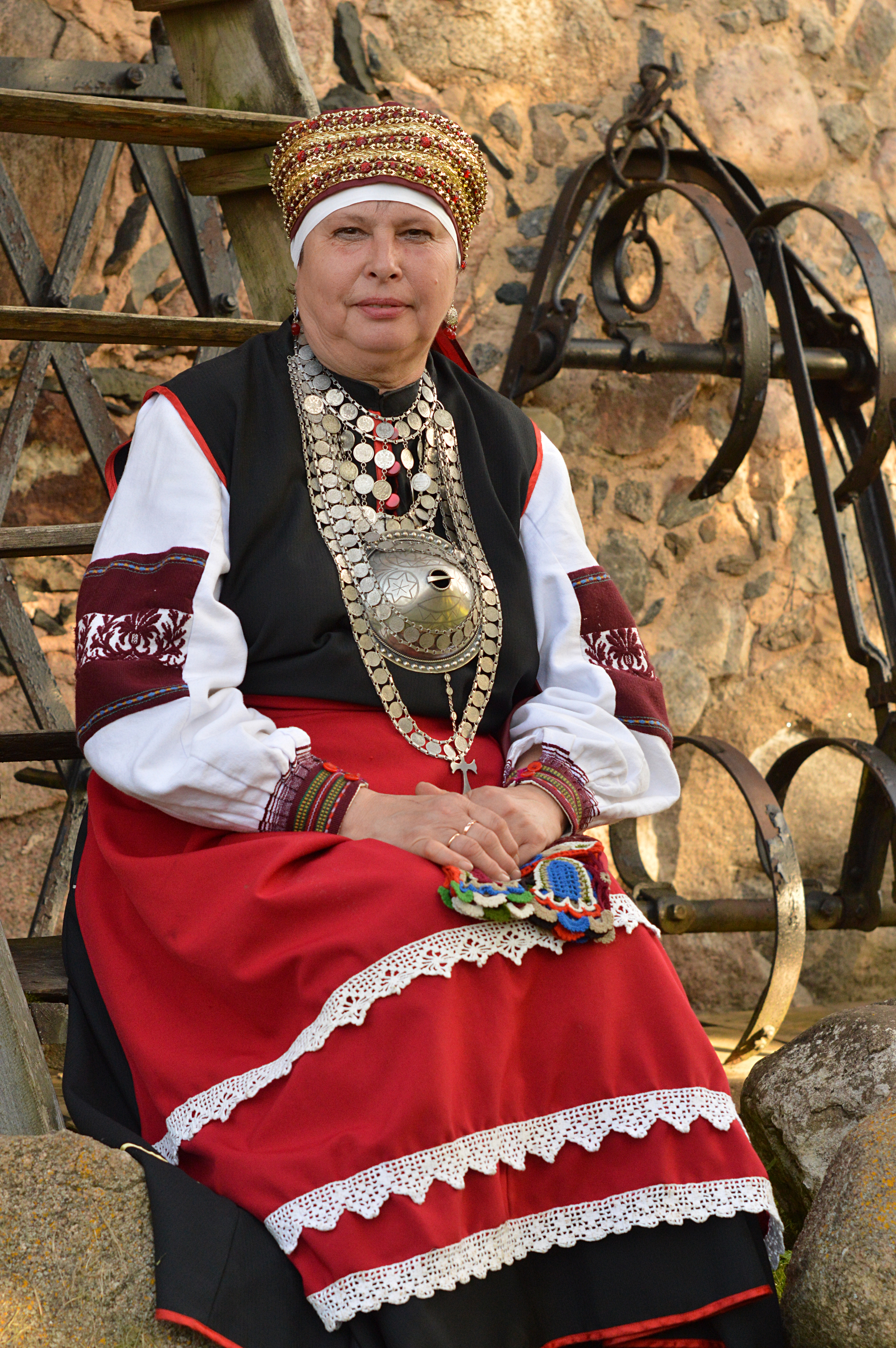
Setu

Etwa ein Viertel der Menschen in Estland gehört der russischen Minderheit an. Im Jahr 2021 besaßen 58,8 Prozent dieser Gruppe auch die estnische Staatsangehörigkeit. Nur ein kleiner Anteil der Minderheit ist staatenlos. Alle Angehörigen der russischen Minderheit genießen Visumfreiheit in der Europäischen Union. Eine Mehrheit der in Estland lebenden Russen beherrscht die estnische Sprache. In Narva, der Stadt mit den meisten Angehörigen der estnischen Russen, sprechen mehr als 95 Prozent der Bewohner Russisch.
Zu Zeiten der Zugehörigkeit zur Sowjetunion verlangte die Estnische Sozialistische Sowjetrepublik keine Estnischkenntnisse von ihren Bürgern. Heute ist das Einbürgerungsverfahren mit einem Sprachtest verbunden, den viele, vor allem ältere Russischsprachige, als unüberwindbare Hürde empfinden, da sie die estnische Sprache nie in genügendem Umfang gelernt haben. Viele jüngere Russischsprachige beherrschen Estnisch und haben deshalb geringere Schwierigkeiten mit dem Einbürgerungsverfahren. In letzter Zeit bringen Russischsprachige vermehrt ihre Kinder in estnischsprachige Kindergärten und Schulen, um ihnen eine bessere Integration zu ermöglichen. Im Durchschnitt verfügen die Esten im Vergleich zu der russischsprachigen Minderheit über ein höheres Einkommen. Esten sind in Leitungspositionen überproportional vertreten, Russischsprachige sind eher im Dienstleistungs- und Produktionsbereich beschäftigt. Viele Esten sprechen wenig oder kein Russisch. Russischsprachige Einwohner Estlands haben Beschäftigungsmöglichkeiten im Handel mit Russland.
Estland bietet Sprachkurse und weitere Integrationsprogramme an, um vorhandene Qualitätsunterschiede zwischen den estnischen und russischen Schulen einzuebnen.
Es gibt auch Russischsprachige, die ihre Familiennamen geändert haben, in der Hoffnung, bessere Chancen auf dem Arbeitsmarkt zu haben.
Nach estnischen Schätzungen lebten im Jahr 2018 etwa 150.000 bis 200.000 Esten (nicht notwendigerweise estnische Staatsbürger) im Ausland, davon 61.000 in Finnland, 59.000 in Russland, 12.000 in den Vereinigten Staaten, 11.000 in Deutschland und je 10.000 in der Ukraine und Schweden. Die angegebenen Zahlen variieren stark, je nachdem welche Kriterien zur Definition der estnischen Zugehörigkeit zugrunde gelegt werden.

### Religion

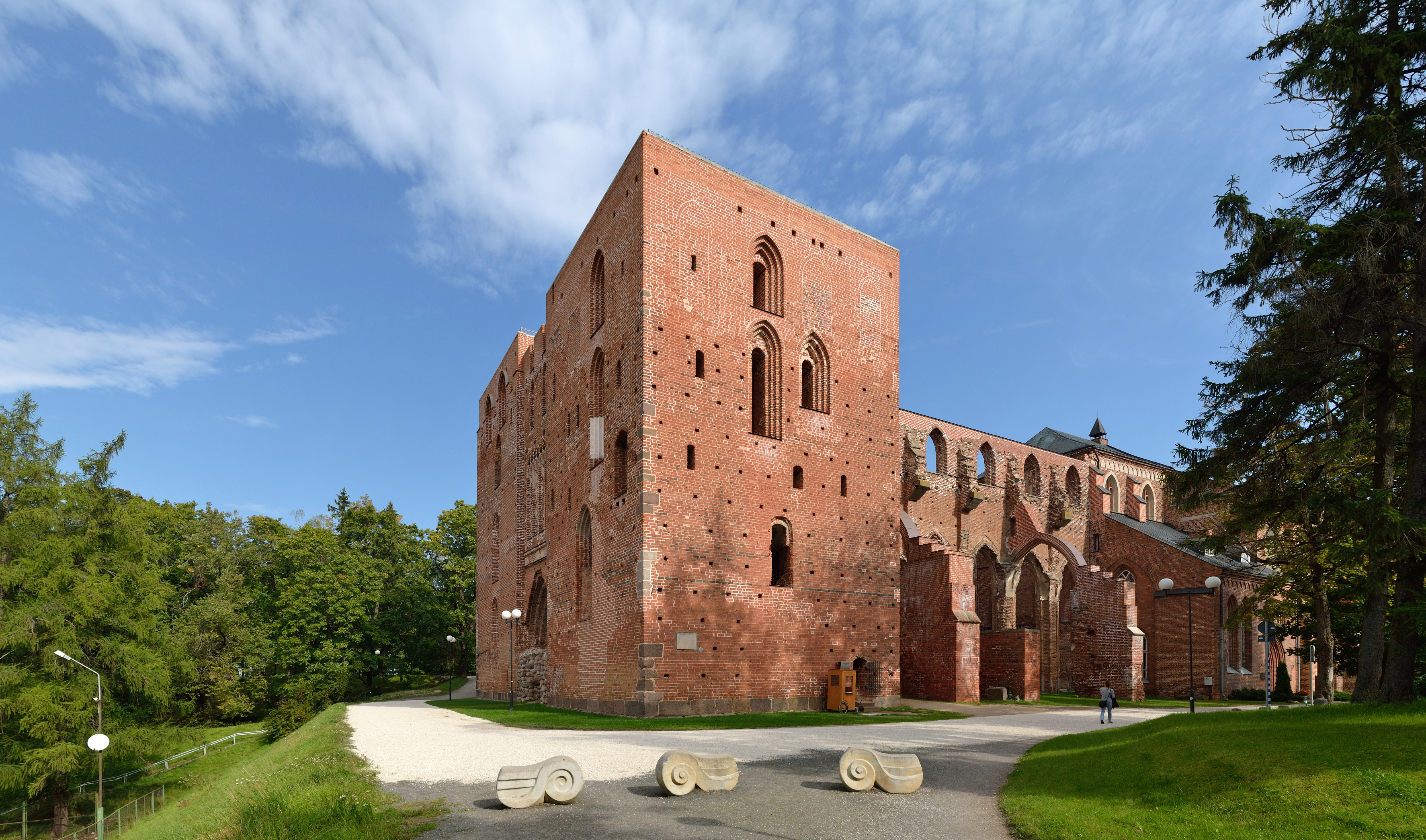
Dom zu Tartu

Die Ratsversammlungen der Städte Estlands und die auf dem Land maßgeblichen Ritterschaften waren frühe Anhänger der Reformation, und die in Estland wirkenden Reformatoren hatten Luther teils persönlich in Wittenberg erlebt. Von Luther selbst gibt es einen Brief aus dem Jahre 1523 an die Christen in Reval / Tallinn und Tartu / Dorpat. Der Landmeister des Livländischen Zweiges des Deutschen Ordens Wolter v. Plettenberg erlaubte bald darauf die Freiheit der Religionsausübung. Mit dem Anschluss des nördlichen Landesteils an das Königreich Schweden durch Unterstellung im Jahr 1561 versuchte die Krone Schwedens ein lutherisch frühabsolutistisches Kirchenregiment einzuführen und war dabei mal mehr, mal weniger erfolgreich. Die Augsburgische Konfession, also das Festhalten am Protestantismus, gehörte zu den Konditionen bzw. Privilegien der Städte und der Estländischen Ritterschaft, welche sie sich 1710 beim Wechsel vom Königreich Schweden zum Petrinischen Russland bestätigen ließen. Bis über die Mitte des 19. Jahrhunderts hinaus wurde dies von jedem neuen Zaren nach seiner Thronbesteigung bekräftigt. Spätestens mit der Regierung von Zar Alexander III. setzten verstärkt russisch-orthodoxe Missionsbestrebungen ein. In der Sowjetunion unterlag die Lutherische Kirche strengster Beobachtung und vielfacher Repression, auch als mutmaßlicher Träger eines nicht russisch bestimmten estnischen Nationalbewusstseins respektive Patriotismus. Heute bekennen sich allerdings nur noch weniger als 30 % der Bevölkerung zum Christentum. 13,6 % der Bevölkerung sind evangelisch-lutherisch und 12,8 % orthodox. 0,5 % der Bevölkerung sind Baptisten und 0,5 % römisch-katholisch. Die zehn bedeutendsten christlichen Kirchen und Gemeinschaften haben sich im Rat Christlicher Kirchen Estlands zusammengeschlossen.
Die Mehrheit der Esten gehört keiner Konfession an. Traditionelle Religion der Esten ist der christliche Glaube in der Form des Luthertums, wie er in Skandinavien weit verbreitet ist. Die Estnische Evangelisch-Lutherische Kirche (EELK) ist eine quasi-offizielle Kirche (üblich ist beispielsweise die Abhaltung von Gottesdiensten zu Parlamentseröffnungen), und ihr Erzbischof ist die Zentralfigur der estnischen öffentlichen Religion. Die EELK dominiert auch die relativ umfassende Theologenausbildung in Estland (in Tartu an der Universität und in Tallinn an der Kirchlichen Hochschule).
Die orthodoxen Christen gehören größtenteils der Estnischen Apostolischen Orthodoxen Kirche oder Estnisch-Orthodoxen Kirche des Moskauer Patriarchats an. Eine Besonderheit bilden die etwa 5000 Altorthodoxen, die seit dem 18. Jahrhundert vor der Verfolgung im russischen Kernland in die Randgebiete des Russischen Reiches flohen. Am estnischen Ufer des Peipussees gibt es zahlreiche von Altorthodoxen bewohnte Dörfer. Kleinere Gemeinden gibt es auch in Tallinn und Tartu.
Zudem sind etwa 4000 Personen Mitglied der Zeugen Jehovas.
Zum jüdischen Glauben bekennen sich nur noch etwa 0,1 % der estnischen Bevölkerung.
Daneben gibt es kleinere Gemeinden sonstiger protestantischer, jüdischer und islamischer Gemeinschaften, außerdem neopagane Gruppen.
Eine repräsentative Umfrage im Auftrag der Europäischen Kommission im Rahmen des Eurobarometers ergab 2020, dass für 22 % der Menschen in Estland Religion wichtig ist, für 21 % ist sie weder wichtig noch unwichtig und für 57 % ist sie unwichtig.

### Bildungswesen

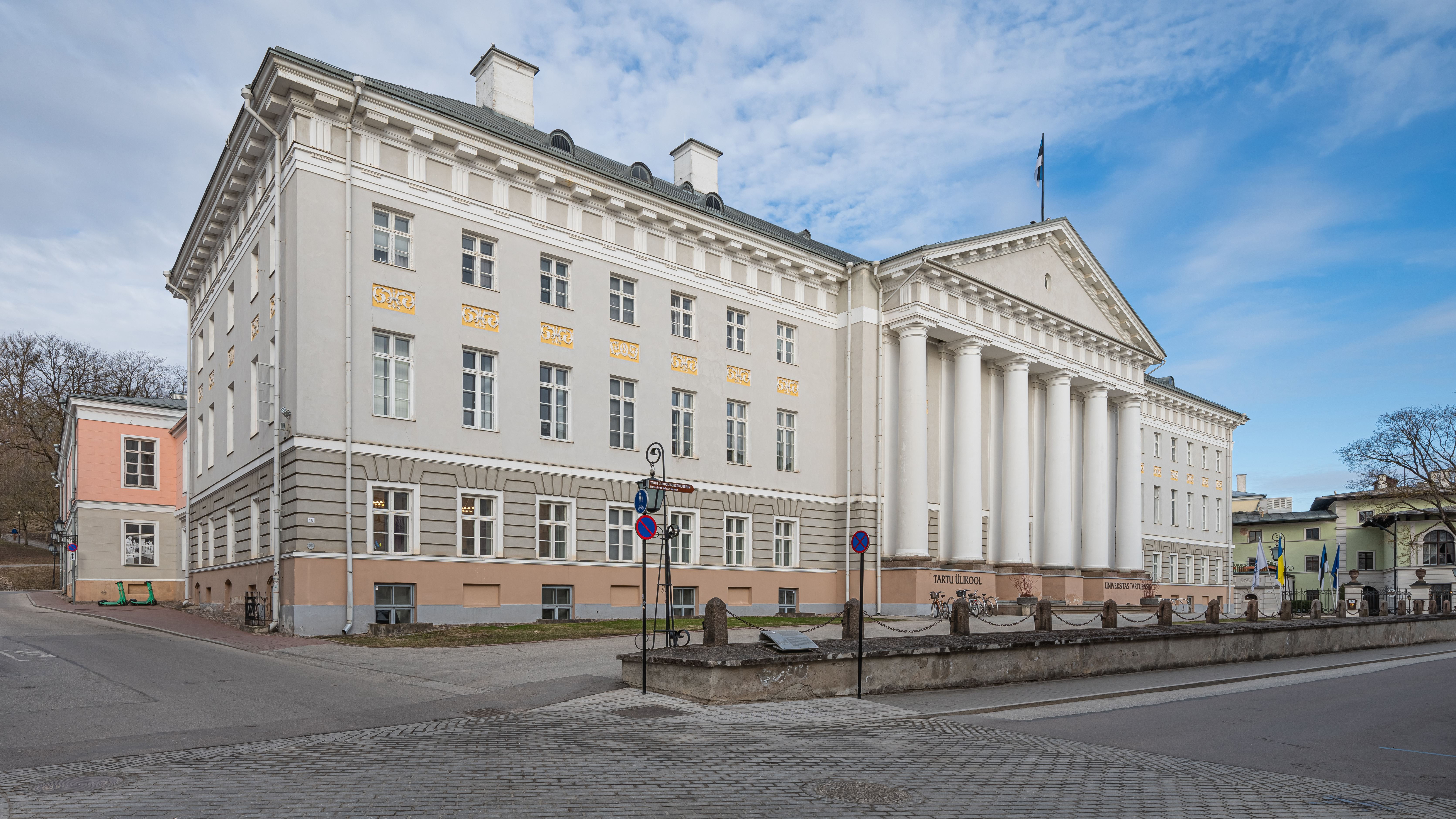
Die Universität Tartu ist die älteste Universität Estlands und dessen einzige Volluniversität

In Estland gibt es zwölf anerkannte Universitäten, davon sieben staatliche und fünf private Universitäten, sowie 26 weitere Hochschulen.
In vielen Schulen Tallinns gibt es elektronische Klassenbücher. Das ermöglicht Lehrern wie auch den Eltern, von zu Hause aus Einsicht in die Einträge über die Schüler zu erhalten. Das erforderliche Computerprogramm wird den Eltern vom Staat kostenlos zur Verfügung gestellt.
Bereits Ende der 1990er-Jahre hatte jede Schule einen Internetzugang.
Im PISA-Ranking von 2018 erreichen Estlands Schüler Platz 8 von 72 Staaten in Mathematik, Platz 5 in Naturwissenschaften und Platz 5 beim Leseverständnis. Estnische Schüler gehörten damit zu den besten von allen teilnehmenden Staaten und erreichten zusammen mit Finnland den Spitzenwert unter den europäischen Nationen. Im Jahr 2022 war Estland erneut die beste europäische Nation.
Ab 2029 darf an Schulen nur noch auf Estnisch unterrichtet werden. Ursprünglich war in Gebieten mit hoher russischsprachiger Bevölkerung der Unterricht in deren Muttersprache erfolgt.
Nach der Wiedererlangung der Unabhängigkeit wurde Russisch als erste Fremdsprache durch Englisch ersetzt. Zum Teil beginnt der Englischunterricht bereits im Kindergarten. Nicht synchronisierte englischsprachige Fernsehsendungen fördern das Erlernen des Englischen erheblich.

### Gesundheitswesen
Die Gesundheitsausgaben des Landes betrugen im Jahr 2022 6,9 % des Bruttoinlandsprodukts. Im Jahr 2018 praktizierten in Estland 34,8 Ärztinnen und Ärzte je 10.000 Einwohner. Die Sterblichkeit bei unter 5-jährigen betrug 2022 1,9 pro 1000 Lebendgeburten.
Laut WHO hat Estland mit geschätzt 10.000 Infizierten die höchste HIV-Infektionsrate in der WHO-Region Europa: 0,58 % der Bevölkerung (1,3 % der Bevölkerung zwischen 15 und 49 Jahren). Am meisten betroffen sind Strafgefangene sowie Angehörige der russischsprachigen Minderheit in Kohtla-Järve, Narva und Tallinn. Allerdings werden in Estland vergleichsweise viel mehr HIV-Tests durchgeführt als in den anderen europäischen Staaten, auch werden ausnahmslos alle schwangeren Frauen per Gesetz auf HIV getestet.

## Geschichte

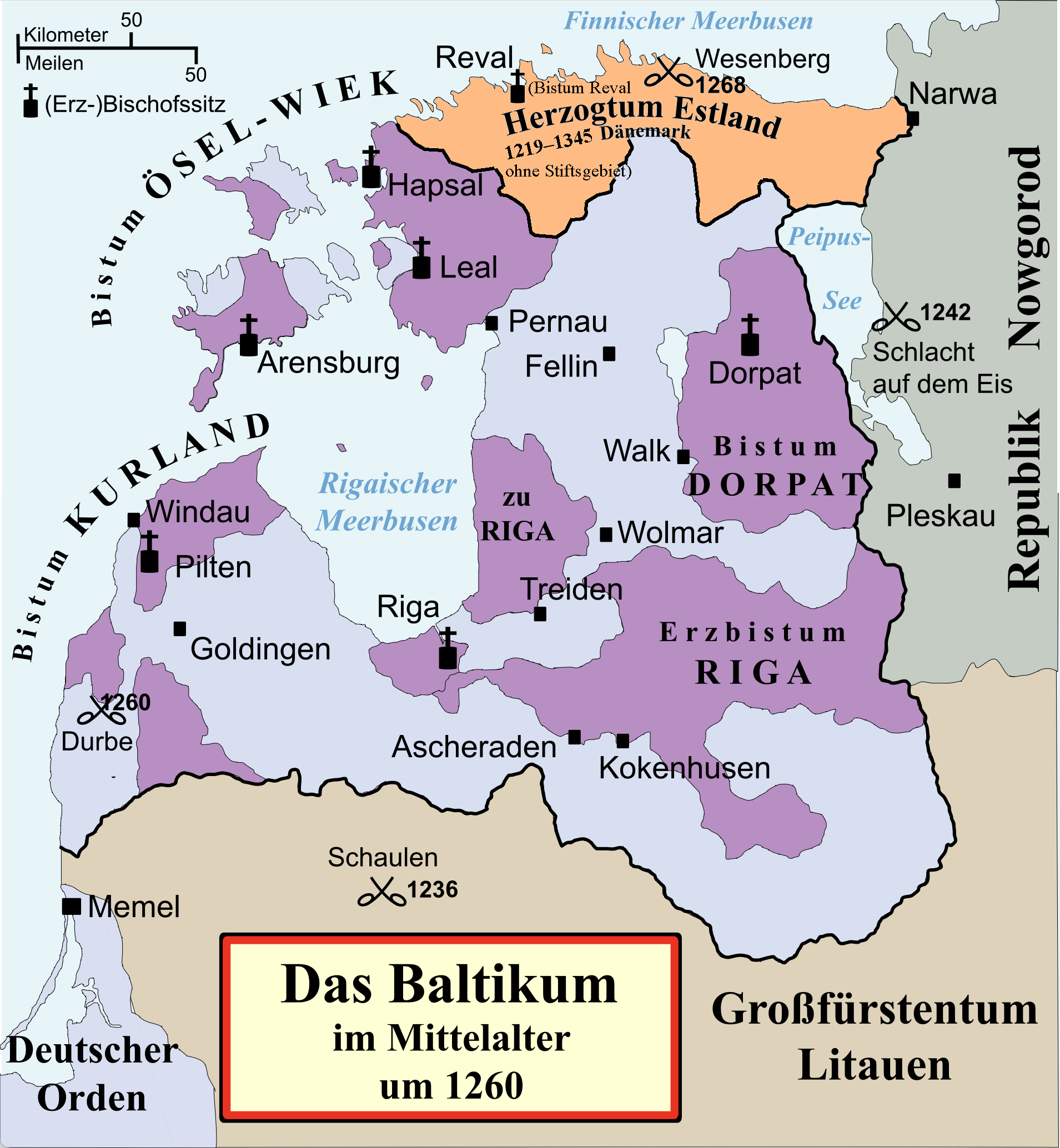
Livländische Konföderation

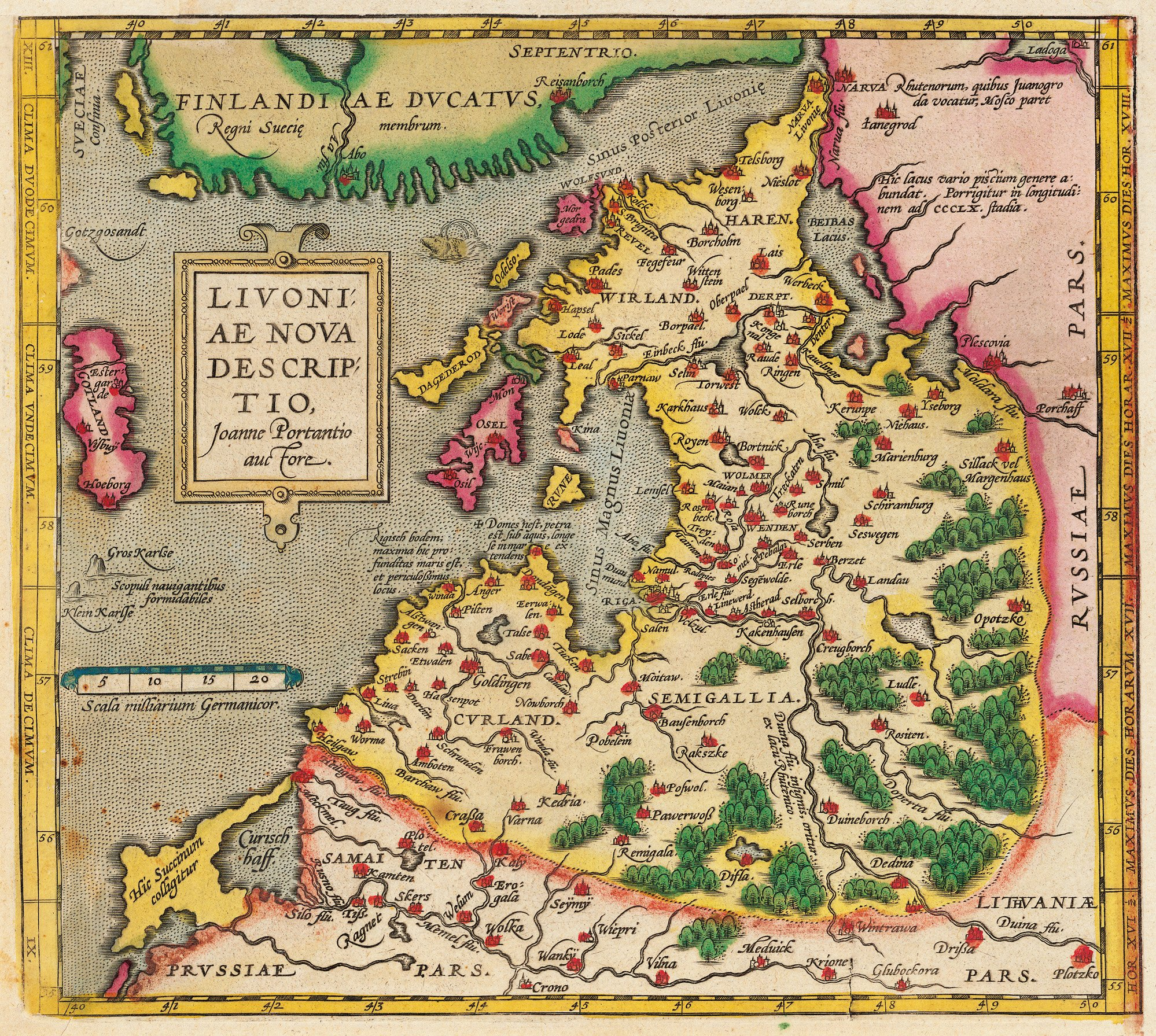
Alte Karte Livlands
Joannes Portantius, 1573

Das heutige Estland besteht aus der ehemaligen, von 1710 bis 1918 zum Russischen Reich gehörigen Ostseeprovinz Gouvernement Estland und dem nördlichen Teil Livlands, zu dem auch die Insel Saaremaa (Ösel) gehörte.

### Deutscher Einfluss
Die mit dem Deutschen Orden ins Land gekommenen Vasallen hatten sich 1252 erstmals zu einer autonomen Landesverwaltung zusammengeschlossen, die durch das bis 1346 dänische Nordestland bestätigt wurde. Nach dem Ende der Herrschaft des Ordens 1561 nahmen die hanseatischen Städte und die Ritterschaften auf dem Land die öffentlich-rechtlichen Selbstverwaltungsaufgaben wahr. Diese Landesprivilegien, eine Art Autonomiestatut, wurden von der schwedischen Oberherrschaft bestätigt und blieben auch nach der russischen Eroberung Estlands im Großen Nordischen Krieg (1710) unberührt.

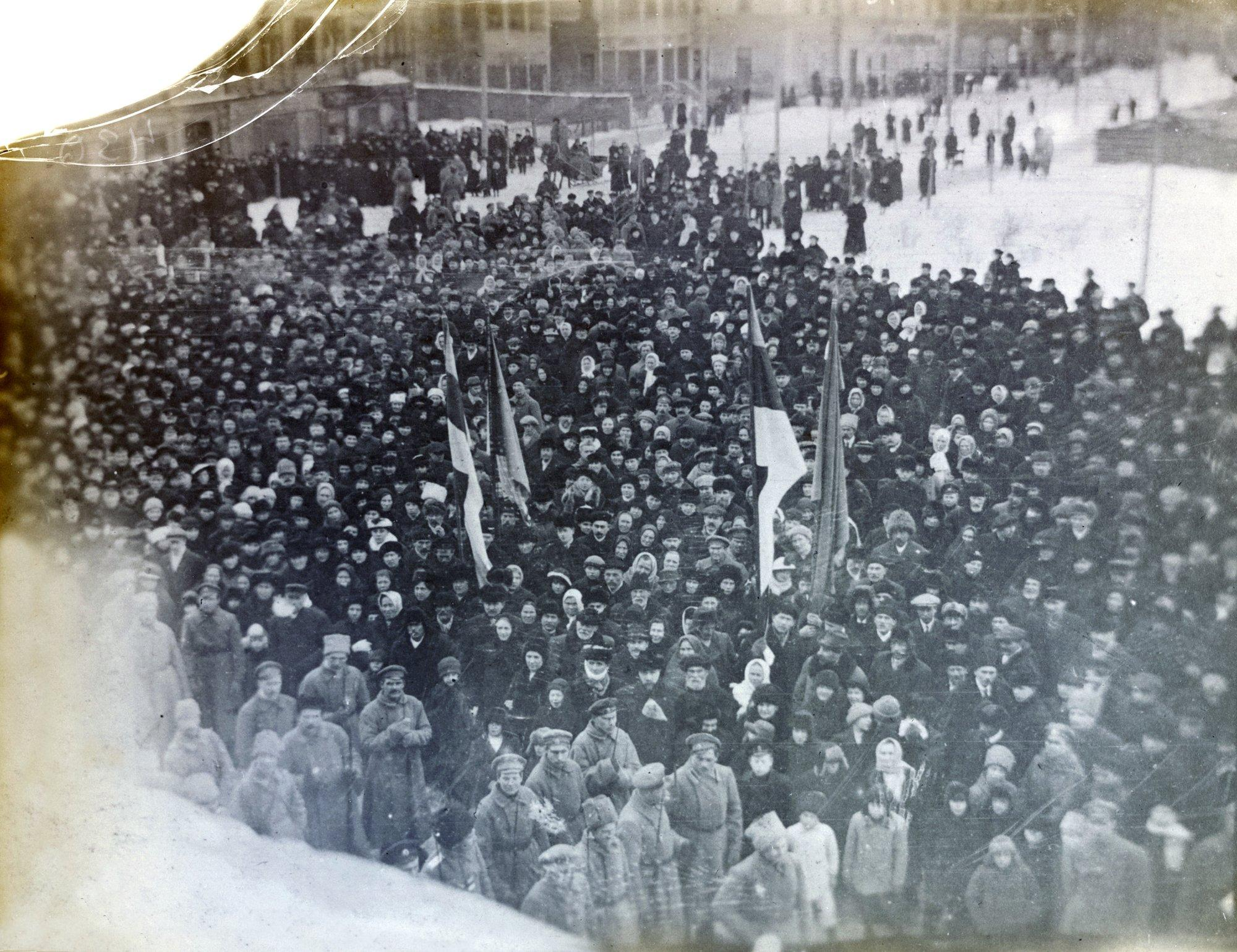
Bei der Feierung der Unabhängigkeitserklärung (23.02.) in Pärnu am 24. Februar 1918

Die Oberschicht der Stadtbürger und Gutsbesitzer war deutschsprachig, bis 1885 war Deutsch Unterrichts- und Behördensprache. Aufgrund einer Russifizierungskampagne der russisch-zaristischen Regierung löste Russisch Deutsch in dieser Funktion ab.

### Erste Unabhängigkeit

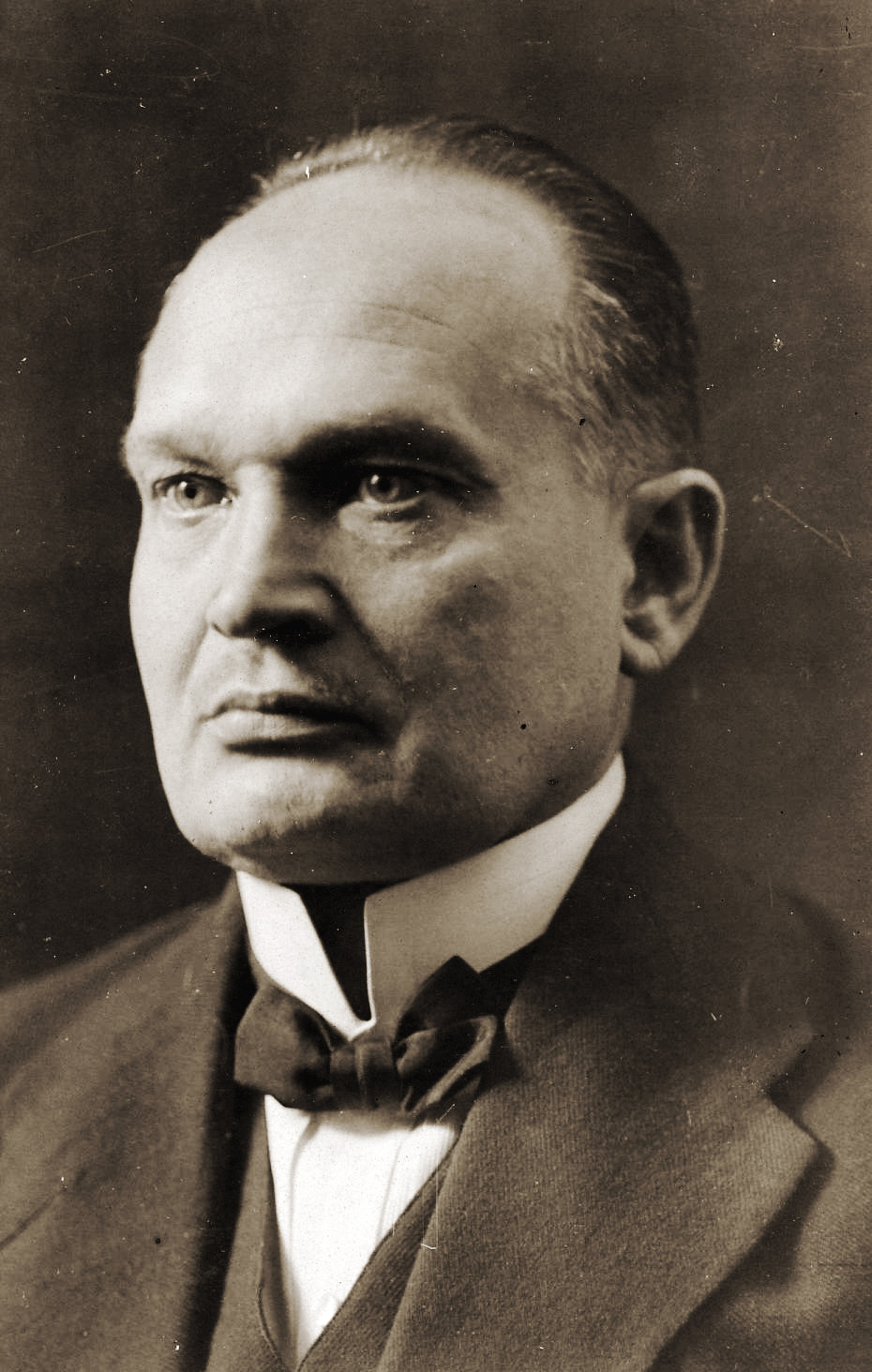
Konstantin Päts

Eine zentrale Rolle spielte bei der Entwicklung zur eigenen kulturellen und politischen Identität die Universität Tartu (Dorpat), auf der seit den 1870er-Jahren die studierenden Esten sich bewusst nicht mehr über die Mitgliedschaft in den Korporationen assimilieren wollten, sondern vor allem im Verein Studierender Esten eine eigene Identität förderten. Während des Zerfalls des Russischen Reiches im Verlauf der Oktoberrevolution erlangte Estland am 24. Februar 1918 seine Unabhängigkeit. Im Frieden von Dorpat vom 2. Februar 1920 wurde Estland von der Sowjetunion anerkannt. Die Abwehr gegen den Bolschewismus blieb innenpolitisch bestimmend. In den Folgejahren breitete sich der estnische Freiheitskämpferbund aus, welcher auf eine Verfassungsreform im faschistischen Sinne drängte.
Frauen und Männern wurde im Wahlgesetz der konstituierenden Versammlung vom 24. November 1918 das allgemeine aktive und passive Wahlrecht zuerkannt, sodass das Frauenwahlrecht gleichzeitig mit dem Männerwahlrecht eingeführt wurde. Die Verfassung vom 15. Juni 1920 bestätigte dieses Recht. Das Bodenreformgesetz vom 10. Oktober 1919 enteignete die deutsch-baltischen Gutsherren.
1921 wurde Estland Mitglied des Völkerbundes. 1922 schlossen Polen, Estland, Lettland und Finnland einen Nichtangriffs- und Konsultativpakt zum Schutz vor der Sowjetunion. Am 1. November 1923 wurde ein Bündnis mit Lettland geschlossen. Am 1. Dezember 1924 wurde ein bolschewistischer Putsch in Reval niedergeschlagen.
Der Volksentscheid vom Oktober 1933 brachte eine Verfassungsänderung mit starker Stellung des Präsidenten. Am 12. März 1934 führte Konstantin Päts (Landwirtepartei) mit Hilfe von General Laidoner einen Staatsstreich durch und kam damit dem Freiheitskämpferbund zuvor. Am 12. September 1934 schlossen Estland, Lettland und Litauen in Genf einen Vertrag für Verständigung und Zusammenarbeit (Baltische Entente), welcher weiterhin die Unabhängigkeit nach außen sichern sollte. 1934/1935 erfolgte die rücksichtslose Ausschaltung der „Freiheitskämpferbewegung“ durch Verbot und Verhaftungen. Gestützt auf die estnische Bauernschaft kehrte Päts zur „gelenkten Demokratie“ zurück, ohne dabei seine Herrschaft zu gefährden. Im Februar 1936 ließ er sich durch einen Volksentscheid seinen Kurs bestätigen. In der neuen Verfassung vom 3. September 1937 war eine Demokratie mit zwei Kammern und einem Präsidenten mit starker Vollmacht vorgesehen. 1938 wurde Päts zum Staatspräsidenten gewählt.
1939 schloss Estland (wie Lettland) einen Nichtangriffspakt mit dem Deutschen Reich. In den Jahren 1939 bis 1940 wurden die Deutschbalten von den Nationalsozialisten aus Estland und Lettland unter dem Motto Heim ins Reich im Rahmen einer Umsiedlung ins Deutsche Reich geholt. Grund war die im Geheimabkommen zum Hitler-Stalin-Pakt geschlossene Vereinbarung, das Baltikum der sowjetischen Interessensphäre zuzuschlagen.

### Sowjetrepublik
Unter massiver Gewaltandrohung wurde Estland zusammen mit Lettland und Litauen 1940 von der Sowjetunion gemäß der im deutsch-sowjetischen Nichtangriffspakt festgelegten Bestimmungen annektiert. Nach sowjetischer Lesart traten die baltischen Staaten der UdSSR bei, allerdings bestand über die ganze Periode der Zugehörigkeit Estlands zur UdSSR eine estnische Exilregierung, deren Kontinuität auch in der heutigen offiziellen Interpretation der Geschichte Estlands anerkannt wird. Auch international wurde die Annexion bis zur erneuten Unabhängigkeit überwiegend nicht anerkannt. Die Estnische Sozialistische Sowjetrepublik wurde mit Unterstützung von sowjetischen Emissären proklamiert, nachdem Estland zuvor bereits sowjetische Truppen auf seinem Territorium hatte dulden müssen. Das Frauenwahlrecht blieb bestehen, auch wenn der demokratische Charakter von Wahlen unter dem sowjetischen Regime nicht gegeben war.
1940/41 erfolgten Ermordungen und Massendeportationen von Esten, besonders aus dem Besitz- und Bildungsbürgertum, in das Innere der Sowjetunion. Viele von ihnen kamen in den Straflagern des Gulag ums Leben. Nach dem deutschen Überfall auf die Sowjetunion 1941 war das Land bis 1944 von deutschen Truppen besetzt und wurde verwaltungstechnisch dem Reichskommissariat Ostland zugeordnet. In dieser Zeit wurde der NS-Völkermord an den Juden auch in Estland, teilweise unter Mitwirkung Einheimischer (u. a. im Konzentrationslager Vaivara), durchgesetzt. Etwa 1.000 estnische und 10.000 Juden ost- und mitteleuropäischer Herkunft wurden getötet.
Aufgrund der Erfahrungen mit den sowjetischen Besatzern schlossen sich viele Esten den deutschen Truppen an oder kämpften in der estnischen Division der Waffen-SS, ebenso kämpften Esten auf sowjetischer Seite. Zehntausende Esten flüchteten 1944 nach Deutschland (von dort aus später nach Amerika und Australien), nicht wenige auch nach Schweden und Finnland.
Nach der erneuten Besetzung durch die Rote Armee im Herbst 1944 wurde das Land unter Wiederherstellung der Estnischen Sozialistischen Sowjetrepublik von 1940/41 in die Sowjetunion eingegliedert. Es folgten erneut Deportationen von vermeintlich oder tatsächlich das sowjetische System ablehnenden Esten und Repressalien gegen sogenannte Volksfeinde. Auch einfache Menschen wie Säuglinge, Kinder und gebrechliche alte Frauen wurden deportiert, da die Sowjets das estnische Nationalbewusstsein und darum auch die traditionellen Strukturen vernichten wollten.
Während des Zweiten Weltkrieges verließ die schwedischsprachige estnische Bevölkerung, die vor allem auf den Inseln Hiiumaa (Dagö), Vormsi (Worms) und Ruhnu (Runö) lebte, das Land. Bis dahin hatte sich ihr Estlandschwedisch, das mit dem Finnlandschwedischen zu den ostschwedischen Dialekten zählt, bewahrt.
In der Zeit von 1945 bis 1990 wurde durch die staatlich dirigierte Ansiedlung nichtestnischer Sowjetbürger, insbesondere von Russen, die Zusammensetzung der Bevölkerung zu Ungunsten des Anteils ethnischer Esten verändert.

### Erneute Unabhängigkeit
Im Rahmen der Perestroika fanden in den sowjetischen Republiken im Frühjahr 1990 Parlamentswahlen statt, zu denen eine Vielzahl von Kandidaten antreten durften, in Estland am 18. März 1990. Am 30. März 1990 erklärte Estland sich zur Republik. Am 18. Dezember 1990 verzichtete Estland auf eine weitere Mitarbeit im Obersten Sowjet der UdSSR. In einer Volksabstimmung über den künftigen Status der Republik stimmten 78 % der Wahlberechtigten am 3. März 1991 für die Unabhängigkeit. Der Vorsitzende des Obersten Rates der Republik Estland, Arnold Rüütel, erklärte, dass ein Referendum keine rechtlich bindende Wirkung habe. Nach dem Augustputsch in Moskau am 20. August 1991 erklärte der Oberste Rat die volle Unabhängigkeit von der Sowjetunion. Am 23. August 1991 wurde der sowjetische Geheimdienst KGB verboten und am 25. August alle Organe der Kommunistischen Partei der Sowjetunion (KPdSU). Die Sowjetunion erkannte die Unabhängigkeit Estlands am 6. September 1991 an.
Estland stellte damit nach einem mehrjährigen Prozess der Loslösung von der Sowjetunion – im Zuge von Glasnost und Perestroika, insbesondere seit 1988 – seine Souveränität wieder her. Diese Entwicklung verlief überwiegend friedlich; sie wurde als „singende Revolution“ bekannt. Das Frauenwahlrecht wurde erneut bestätigt.
Estland wurde am 29. März 2004 NATO-Mitglied. Die estnische Bevölkerung befürwortete am 14. September 2003 in einem Referendum den Beitritt zur Europäischen Union. Am 1. Mai 2004 wurde daraufhin Estland in die EU aufgenommen. Am 9. Dezember 2010 erfolgte der Beitritt zur Organisation für wirtschaftliche Zusammenarbeit und Entwicklung (OECD). Am 1. Januar 2011 führte Estland als erster der baltischen Staaten den Euro ein (siehe auch Estnische Euromünzen).
Ein großes Problem für Estland stellte die Auswanderung junger qualifizierter Einwohner (meist ethnische Esten) nach Skandinavien sowie West- und Mitteleuropa dar, bei einer konstant niedrigen Geburtenrate in Estland.

## Politik

### Staatsaufbau

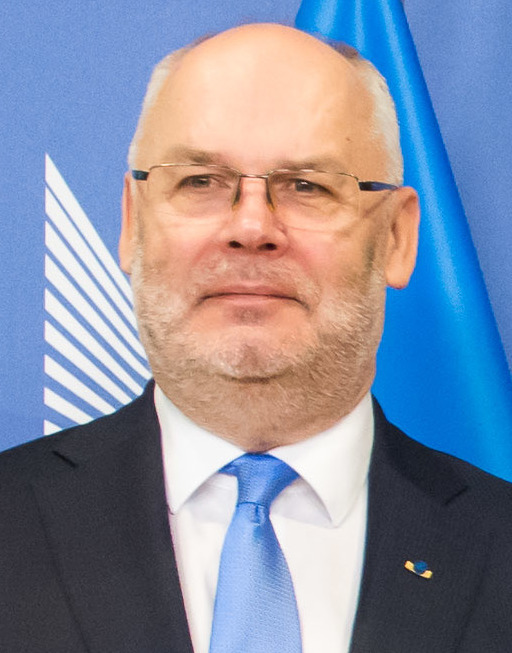
Alar Karis, der Präsident

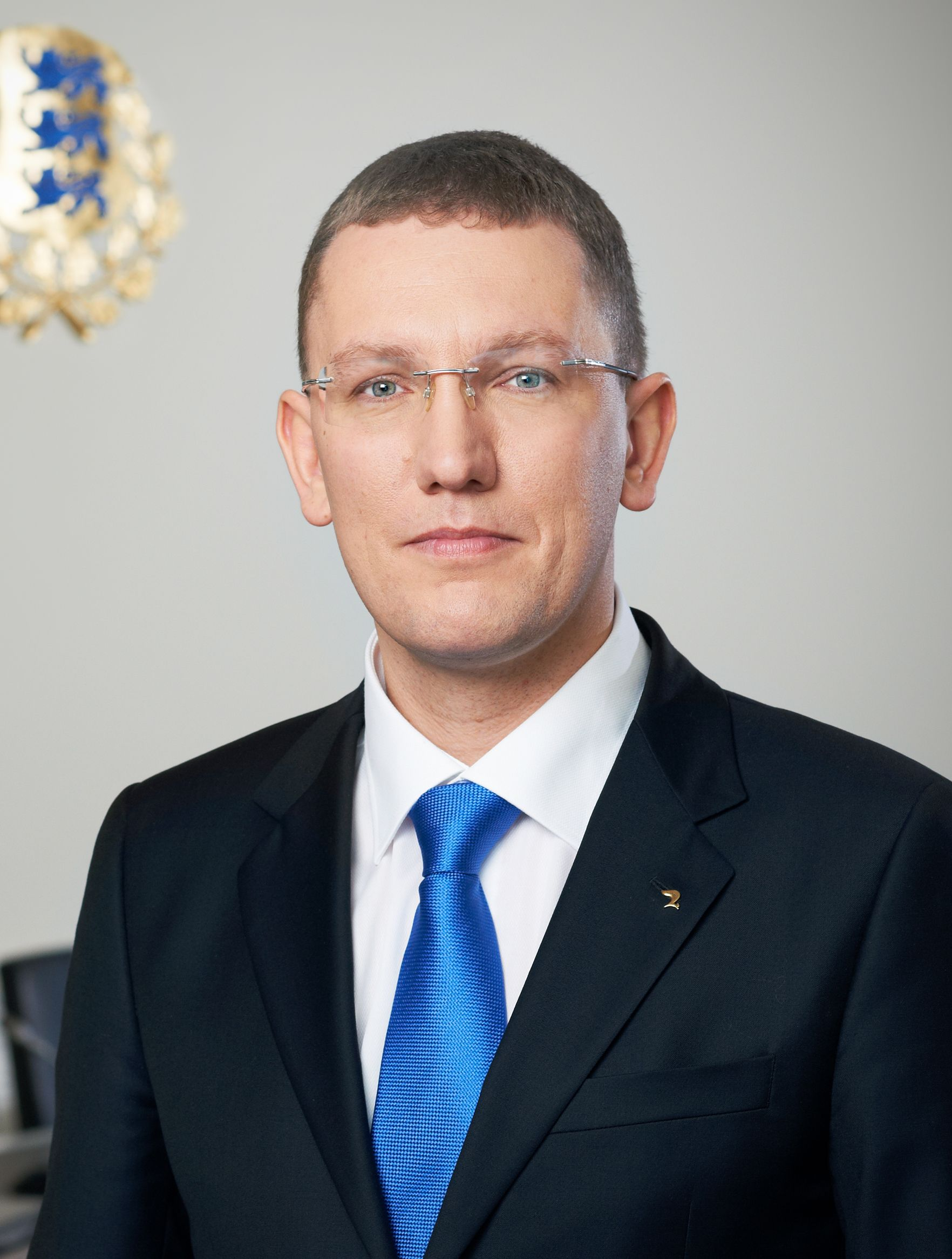
Kristen Michal, der Premierminister

Estland ist eine parlamentarische Republik. Die gesetzgebende Gewalt gehört dem Riigikogu (Staatsversammlung/Parlament), der laut dem estnischen Grundgesetz 101 Abgeordnete hat. Der Riigikogu wird von allen estnischen Staatsbürgern, die das 18. Lebensjahr vollendet haben, gewählt; das passive Wahlrecht haben estnische Staatsbürger mit der Vollendung des 21. Lebensjahres.
Das Staatsoberhaupt ist der Präsident der Republik Estland, der ein abstammungsgemäßer Staatsbürger Estlands und mindestens 40 Jahre alt sein muss. Das Amt des Präsidenten ist hauptsächlich zeremonieller Natur. Er oder sie vertritt Estland völkerrechtlich, ernennt die estnischen Botschafter, beglaubigt die ausländischen Gesandten in Estland und verleiht Orden sowie militärische und diplomatische Titel.
Die Regierung der Republik besteht aus den Ministern und dem Premierminister (Regierungschef). Der Premierminister wird von Präsidenten und Parlament mit der Regierungsbildung beauftragt. Die daraufhin vom designierten Premierminister nominierten Minister legen ihrem Amtseid im Parlament ab und werden anschließend zusammen mit dem Regierungschef vom Präsidenten ernannt.
Die Trennung zwischen Staatsoberhaupt und Regierungschef wird in Estland so konsequent erst seit der Wiederherstellung der staatlichen Unabhängigkeit in den 1990er-Jahren praktiziert.
Bei der Parlamentswahl in Estland am 3. März 2019 lag die Wahlbeteiligung bei 63,7 %.

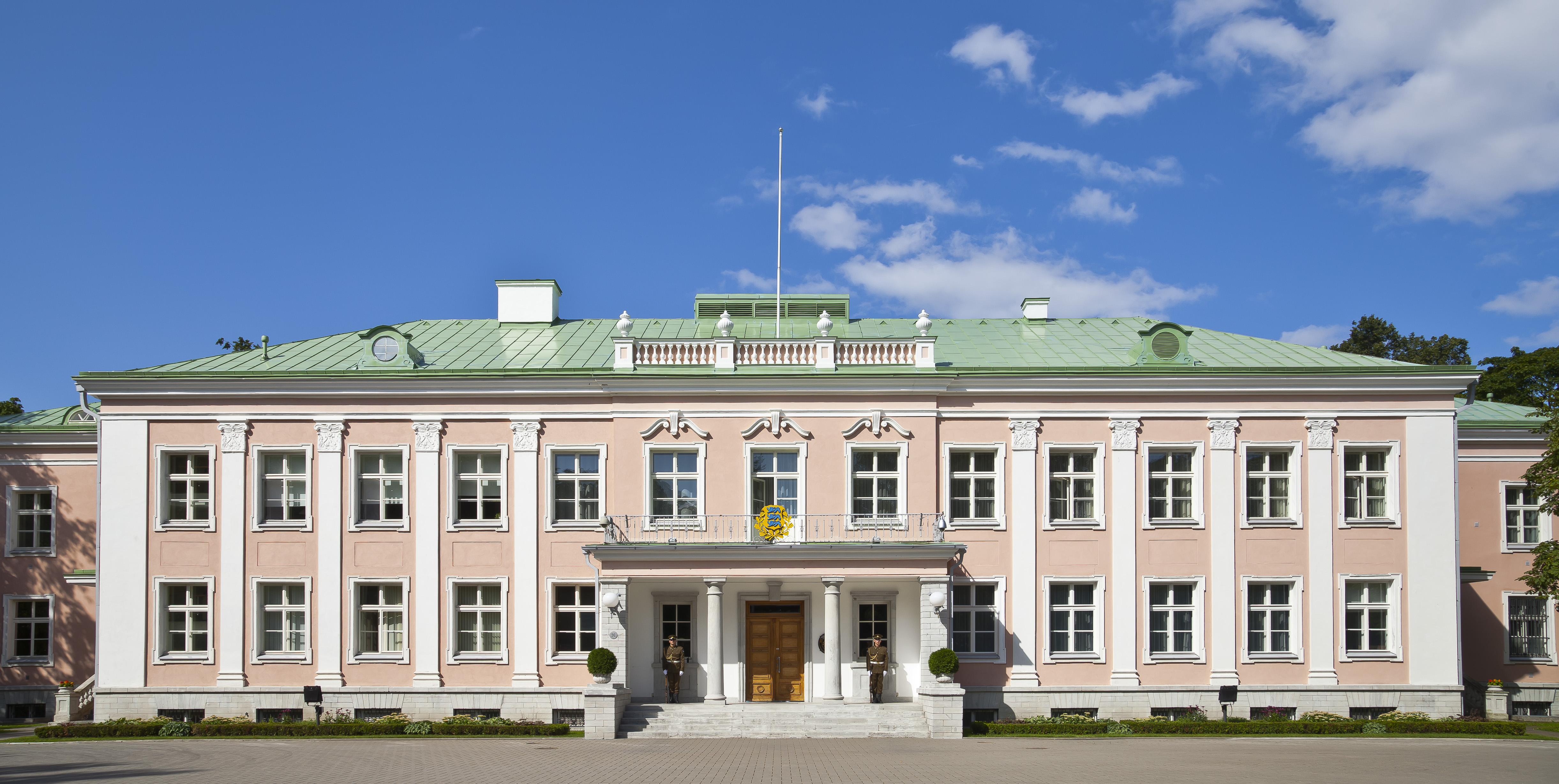
Palais Kadriorg, Präsidentensitz
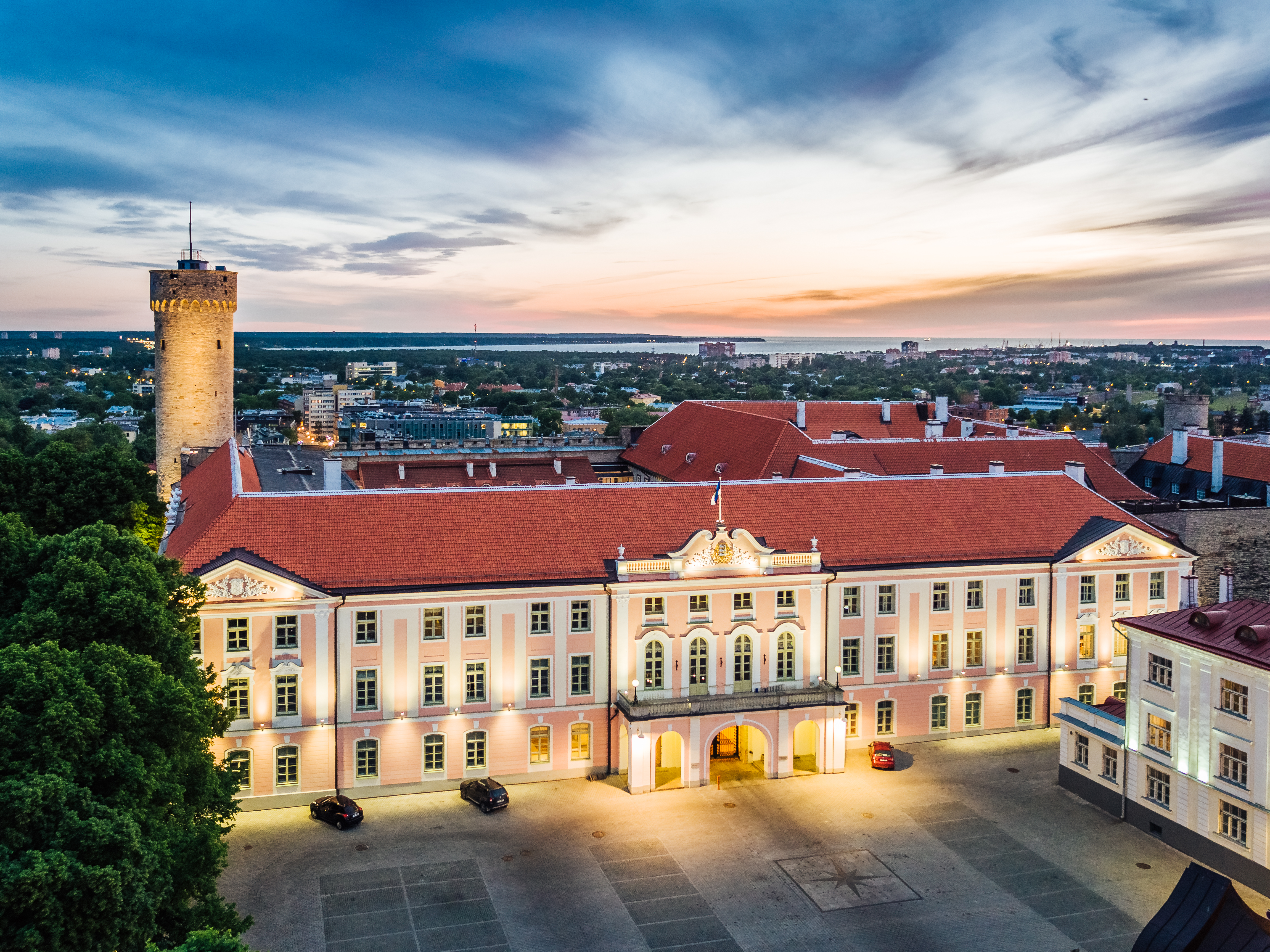
Schloss Tallinn, Parlamentssitz
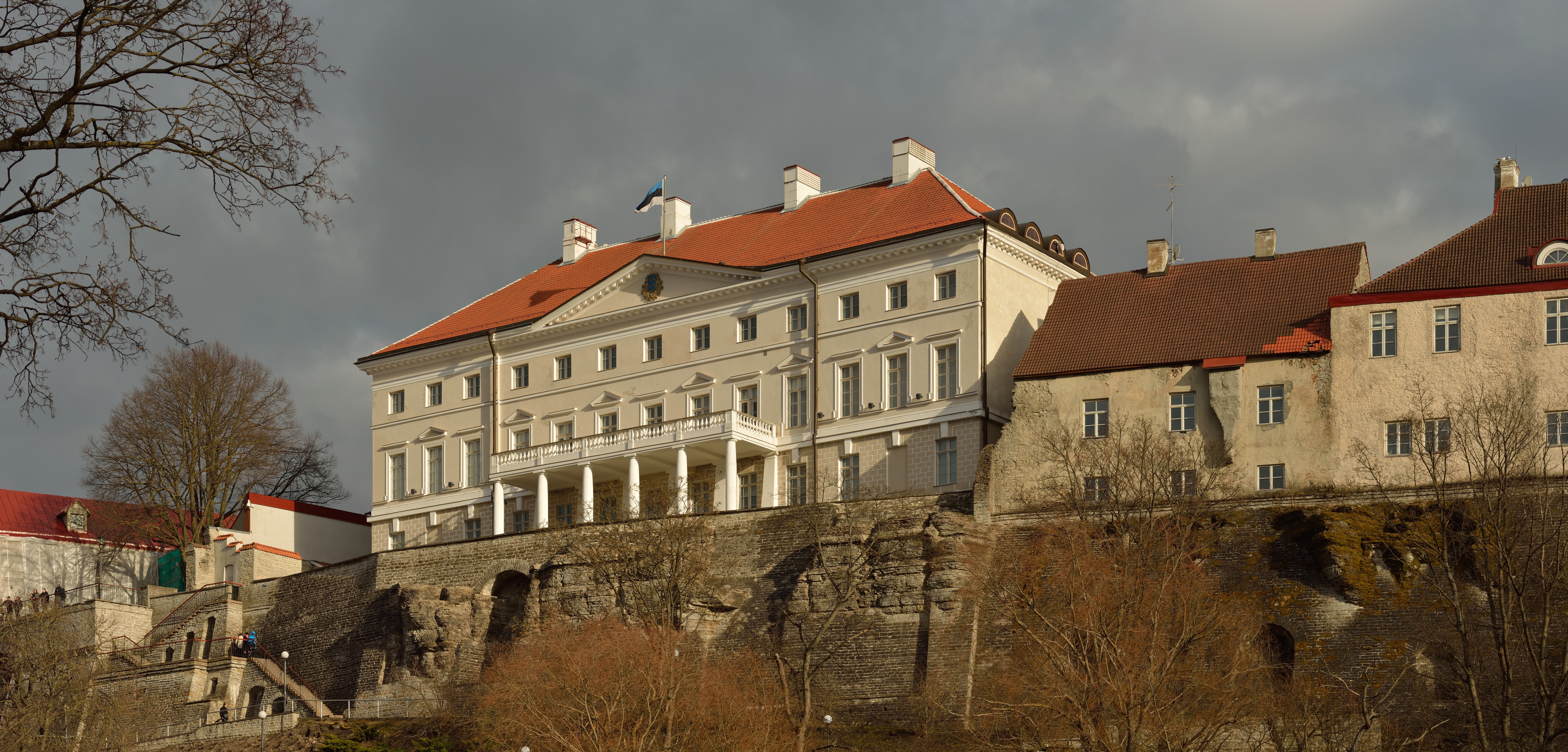
Stenbockhaus, Regierungssitz

### Politische Indizes
| Name des Index                     | Indexwert     | Weltweiter Rang    | Interpretationshilfe | Jahr |
| ---------------------------------- | ------------- | ------------------ | --- | ---- |
| Fragile States Index               | 36,5 von 120  | 154 von 179        | Stabilität des Landes: sehr stabil 0 = sehr nachhaltig / 120 = sehr alarmierend Rang: 1 = fragilstes Land / 179 = stabilstes Land | 2024 |
| Demokratieindex                    | 8,13 von 10   | 21 von 167         | Vollständige Demokratie 0 = autoritäres Regime / 10 = vollständige Demokratie                                                     | 2024 |
| Freedom in the World Index         | 95 von 100    | —                  | Freiheitsstatus: frei 0 = unfrei / 100 = frei                                                                                     | 2024 |
| Rangliste der Pressefreiheit       | 89,46 von 100 | 2 von 180          | Gute Lage für die Pressefreiheit 100 = gute Lage / 0 = sehr ernste Lage                                                           | 2025 |
| Korruptionswahrnehmungsindex (CPI) | 76 von 100    | 12 von 180 Ländern | Korruptionsstatus: sauber 100 = sehr sauber / 0 = sehr korrupt                                                                    | 2024 |

### Wahlen per Internet
Gewählt wird in Estland in Wahlkabinen oder über das Internet. Bei den Internetwahlen können die Wähler sich bis zum Vorwahlschluss umentscheiden. Am Wahltag kann die Internetwahl, falls gewünscht, dann zum letzten Mal noch korrigiert werden.

### Koalitionen ab 1992
Seit das Kabinett Laar I 1992 die Regierung übernahm, wurden alle estnischen Regierungen durch Koalitionen getragen.
| Jahre     | Kabinett      | Sozialdemokratische Partei           | Zentrumspartei                                | Eesti 200                       | Volksunion                  | Koalitionspartei     | Reformpartei                                | Res Publica                    | Vaterlandsunion                        | Estnische Konservative Volkspartei     |
| --------- | ------------- | ------------------------------------ | --------------------------------------------- | ------------------------------- | --------------------------- | -------------------- | ------------------------------------------- | ------------------------------ | -------------------------------------- | -------------------------------------- |
| Jahre     | Kabinett      | links der Mitte (sozialdemokratisch) | links der Mitte (sozialliberal, populistisch) | links der Mitte (sozialliberal) | links der Mitte (agrarisch) | Mitte (zentristisch) | rechts der Mitte (klassischer Liberalismus) | rechts der Mitte (konservativ) | rechts der Mitte (nationalkonservativ) | rechts der Mitte (rechts-populistisch) |
| Wahl 1992 | Wahl 1992     | 12                                   | 15                                            |                                 | 0+0                         | 17                   |                                             |                                | 10+29                                  |                                        |
| 1992–1994 | Laar I        |                                      |                                               |                                 |                             |                      |                                             |                                |                                        |                                        |
| 1994–1995 | Tarand        |                                      |                                               |                                 |                             |                      |                                             |                                |                                        |                                        |
|           |               |                                      |                                               |                                 |                             |                      |                                             |                                |                                        |                                        |
| Wahl 1995 | Wahl 1995     | 6                                    | 16                                            |                                 | 41                          | 41                   | 19                                          |                                | 8                                      |                                        |
| 1995      | Vähi II       |                                      |                                               |                                 |                             |                      |                                             |                                |                                        |                                        |
| 1995–1996 | Vähi III      |                                      |                                               |                                 |                             |                      |                                             |                                |                                        |                                        |
| 1996–1997 | Vähi III      |                                      |                                               |                                 |                             |                      |                                             |                                |                                        |                                        |
| 1997–1999 | Siimann       |                                      |                                               |                                 |                             |                      |                                             |                                |                                        |                                        |
|           |               |                                      |                                               |                                 |                             |                      |                                             |                                |                                        |                                        |
| Wahl 1999 | Wahl 1999     | 17                                   | 28                                            |                                 | 7                           | 7                    | 18                                          |                                | 18                                     |                                        |
| 1999–2002 | Laar II       |                                      |                                               |                                 |                             |                      |                                             |                                |                                        |                                        |
| 2002–2003 | S. Kallas     |                                      |                                               |                                 |                             |                      |                                             |                                |                                        |                                        |
|           |               |                                      |                                               |                                 |                             |                      |                                             |                                |                                        |                                        |
| Wahl 2003 | Wahl 2003     | 6                                    | 28                                            |                                 | 13                          |                      | 19                                          | 28                             | 7                                      |                                        |
| 2003–2005 | Parts         |                                      |                                               |                                 |                             |                      |                                             |                                |                                        |                                        |
| 2005–2007 | Ansip I       |                                      |                                               |                                 |                             |                      |                                             |                                |                                        |                                        |
|           |               |                                      |                                               |                                 |                             |                      |                                             |                                |                                        |                                        |
| Wahl 2007 | Wahl 2007     | 10                                   | 29                                            |                                 | 6                           |                      | 31                                          | 19                             | 19                                     |                                        |
| 2007–2009 | Ansip II      |                                      |                                               |                                 |                             |                      |                                             |                                |                                        |                                        |
| 2009–2011 | Ansip II      |                                      |                                               |                                 |                             |                      |                                             |                                |                                        |                                        |
|           |               |                                      |                                               |                                 |                             |                      |                                             |                                |                                        |                                        |
| Wahl 2011 | Wahl 2011     | 19                                   | 26                                            |                                 | 0                           |                      | 33                                          | 23                             | 23                                     |                                        |
| 2011–2014 | Ansip III     |                                      |                                               |                                 |                             |                      |                                             |                                |                                        |                                        |
| 2014–2015 | Rõivas I      |                                      |                                               |                                 |                             |                      |                                             |                                |                                        |                                        |
|           |               |                                      |                                               |                                 |                             |                      |                                             |                                |                                        |                                        |
| Wahl 2015 | Wahl 2015     | 15                                   | 27                                            |                                 |                             |                      | 30                                          | 14                             | 14                                     | 7                                      |
| 2015–2016 | Rõivas II     |                                      |                                               |                                 |                             |                      |                                             |                                |                                        |                                        |
| 2016–2019 | Ratas I       |                                      |                                               |                                 |                             |                      |                                             |                                |                                        |                                        |
|           |               |                                      |                                               |                                 |                             |                      |                                             |                                |                                        |                                        |
| Wahl 2019 | Wahl 2019     | 10                                   | 26                                            | 0                               |                             |                      | 34                                          | 12                             | 12                                     | 19                                     |
| 2019–2021 | Ratas II      |                                      |                                               |                                 |                             |                      |                                             |                                |                                        |                                        |
| 2021–2022 | K. Kallas I   |                                      |                                               |                                 |                             |                      |                                             |                                |                                        |                                        |
| 2022–2023 | K. Kallas II  |                                      |                                               |                                 |                             |                      |                                             |                                |                                        |                                        |
|           |               |                                      |                                               |                                 |                             |                      |                                             |                                |                                        |                                        |
| Wahl 2023 | Wahl 2023     | 9                                    | 16                                            | 14                              |                             |                      | 37                                          | 8                              | 8                                      | 17                                     |
| 2023–2024 | K. Kallas III |                                      |                                               |                                 |                             |                      |                                             |                                |                                        |                                        |
| 2024–2025 | Michal        |                                      |                                               |                                 |                             |                      |                                             |                                |                                        |                                        |
| seit 2025 | Michal        |                                      |                                               |                                 |                             |                      |                                             |                                |                                        |                                        |

### Außenpolitik

Staaten, in denen die Republik Estland diplomatische oder berufkonsularische Vertretungen unterhält

#### EU-Mitgliedschaft
Am 14. September 2003 stimmten die Esten über den Beitritt zur Europäischen Union ab. Die Wahlbeteiligung lag bei 64 %. Mit einer Mehrheit von 66,9 % Ja-Stimmen zu 33,1 % Nein-Stimmen votierten die Bürger für die Mitgliedschaft in der EU. Dies war die niedrigste Zustimmungsrate aller zentral- und osteuropäischen EU-Neumitglieder.
Zum 1. Juli 2017 übernahm Estland zum ersten Mal seit seinem Beitritt die EU-Ratspräsidentschaft. Nachdem das Vereinigte Königreich aufgrund des Brexit-Votums darauf verzichtet hatte, hatte Estland angeboten, seine sonst am 1. Januar 2018 beginnende Ratspräsidentschaft schon ein halbes Jahr eher zu beginnen.
| Partei                     | %    | Sitze | Europäische Partei | Fraktion im EP |
| -------------------------- | ---- | ----- | ------------------ | -------------- |
| Vaterland                  | 21,5 | 2     | EVP                | EVP            |
| Sozialdemokratische Partei | 19,3 | 2     | SPE                | S&D            |
| Reformpartei               | 17,9 | 1     | ALDE               | RE             |
| Konservative Volkspartei   | 14,8 | 1     | ID                 | ID             |
| Zentrumspartei             | 12,4 | 1     | ALDE               | RE             |
| Wahlbeteiligung: 37,6 %    |      |       |                    |                |

#### Grenzvertrag mit Russland
Am 18. Mai 2005 wurde in Moskau der seit 1999 verhandelte Grenzvertrag mit Russland unterzeichnet. Die Verzögerung hing mit der Weigerung des russischen Präsidenten Wladimir Putin zusammen, die estnische Sicht der Annexion 1940 und des Vertrags von Dorpat 1920 zu akzeptieren.
Am 27. Juni 2005 zog Russland die geleistete Unterschrift allerdings zurück, da es mit dem Entwurf der Präambel der estnischen Seite nicht einverstanden war, den diese dem Vertrag voranstellen wollte und in dem auf die „Jahrzehnte der Besatzung“ sowie die vergangenen „Aggressionen der Sowjetunion gegen Estland“ hingewiesen wird. 2011 wurde ein neuer Grenzvertrag von beiden Seiten ratifiziert.
Im Zuge der Einführung der estnischen Euromünzen kam es auf Grund der Darstellung der Grenzen Estlands auf der Rückseite der Münzen zu diplomatischen Verstimmungen mit Russland.

### Militär
Estland verfügt über eigene Streitkräfte mit insgesamt etwa 25.000 Personen; im aktiven Dienst stehen etwa 6.500 Personen. Die Streitkräfte sind gegliedert in Heer, Marine, Luftwaffe und Estnischer Verteidigungsbund. Es besteht eine gesetzliche Wehrpflicht für Männer. Estland ist Mitglied der NATO. Mitgliedstaaten der NATO haben Soldaten für die EFP-Battlegroup Estonia in Estland stationiert.
Estland gab 2024 knapp 3,43 % seiner Wirtschaftsleistung oder 1,3 Milliarden US-Dollar für seine Streitkräfte aus.

### Justiz
Das dreistufige Gerichtssystem Estlands besteht aus
- 4 Landgerichten (maakohus) und 2 Verwaltungsgerichten (halduskohus) als Eingangsinstanz
- 2 Bezirksgerichten (ringkonnakohus) als Rechtsmittelinstanz
- dem Staatsgerichtshof (Riigikohus) als Kassationsinstanz und Verfassungsgericht.[70]

### Menschenrechte
Amnesty International weist in seinem Jahresbericht 2010 darauf hin, dass es in Estland immer wieder zu Diskriminierung von Minderheiten kommt. Am 15. Oktober 2010 verabschiedete das Parlament eine Reihe von Gesetzen, die auch gewaltlose Aktionen und symbolische Handlungen mit Flaggen anderer Staaten als der estnischen unter Strafe stellt.
Ein Konflikt zwischen russischsprachigen Nichtbürgern und Esten entzündete sich 2007 an dem sogenannten Bronzesoldaten von Tallinn. Dieses Kriegerdenkmal aus Sowjetzeiten wurde im April 2007 auf Veranlassung der estnischen Behörden von seinem ursprünglichen Platz in der Innenstadt der estnischen Hauptstadt auf einen Militärfriedhof in einem Randbezirk verlagert. Dies führte zu Protesten und blutigen Unruhen vor allem seitens der russischsprachigen Bevölkerung. Die Proteste gegen die Verlegung des Denkmals wurden durch estnische Sicherheitskräfte niedergeschlagen; ein Demonstrant kam zu Tode, viele wurden verletzt und ca. 1100 Personen wurden festgenommen. Es handelte sich um die schwersten Ausschreitungen in Estland seit der Unabhängigkeit 1991. Auch in Russland gab es massive Proteste gegen die Umsetzung des Denkmals mit Demonstrationen in mehreren russischen Städten, einer mehrtägigen Belagerung der estnischen Botschaft in Moskau, Boykottaufrufen gegen estnische Waren und Cyberattacken gegen die estnische Regierung.
Der Europarat drängte Estland wiederholt, Maßnahmen zu ergreifen, die einer Benachteiligung von Minderheiten entgegenwirkten.

### Staatshaushalt
Der Staatshaushalt umfasste 2016 Ausgaben von umgerechnet 9.559 Millionen US-Dollar, dem standen Einnahmen von umgerechnet 9.489 Millionen US-Dollar gegenüber. Daraus ergibt sich ein marginales Haushaltsdefizit von circa 0,1 % der Wirtschaftsleistung. 2016 betrug die Staatsverschuldung 9,5 % der Wirtschaftsleistung, womit Estland das am wenigsten verschuldete Land der gesamten Europäischen Union war.
Der Anteil der Staatsausgaben betrug (als Prozent des Bruttoinlandsprodukts) in folgenden Bereiche:
7,5 % für Gesundheit (2020)
6,0 % für Bildung (2020)
3,43 % für Militär (2024)
Entgegen der landläufigen Ansicht, ein Haushaltsdefizit sei in der Verfassung des Landes verboten, ist der Umgang der Regierung mit dem Staatshaushalt zwar nicht gesetzlich festgeschrieben, folgt aber stets klaren Richtlinien. Ein ausgeglichenes Budget ist Prinzip, den Gemeinden des Landes ist es nicht erlaubt, ihr budgetiertes Defizit um 60 % der erwarteten Jahreseinkünfte überschreiten zu lassen (75 % bis 2004), und die Begleichung von Staatsschulden darf 20 % der für das jeweilige Abschlussjahr erwarteten Einnahmen nicht übersteigen. Zwischen 1993 und 2007 wurde in fast jedem Jahr ein Haushaltsüberschuss verzeichnet.
Diese Vorgaben sind in der Konsequenz auch bei der Aufnahme neuer Kredite zu beachten. Banknoten und Münzen im Umlauf ebenso wie die Guthaben der Geschäftsbanken bei der Estnischen Bank müssen stets voll durch Gold und Fremdwährungsguthaben gedeckt sein. Faktisch wird damit ein ausgeglichenes Budget erzwungen.

### Steuersystem
Nach der Unabhängigkeit 1991 galt in Estland für Personen eine progressive Besteuerung mit 16 %, 24 % und 33 %. Das Steuersystem wurde 1994 reformiert, und als erstes europäisches Land führte Estland im selben Jahr eine Einheitssteuer ein, deren Satz damals bei 26 % lag. Im Januar 2005 wurde dieser Satz auf 24 % reduziert und eine weitere Senkung in jährlichen 1-%-Punkt-Schritten beschlossen. Seit dem 1. Januar 2008 liegt der Einkommenssteuersatz dieser Einheitssteuer bei 21 %; seit 1. Januar 2015 bei 20 %. Unternehmen zahlen für nicht entnommene Gewinne keine Steuern. Nur die entnommenen Gewinne werden mit einer Steuerpauschale von 20 % besteuert (Berechnung 20/80 %) und gelten bei den Gesellschaftern bereits als endbesteuert und müssen nicht nochmals einer Besteuerung unterworfen werden.

### E-Residency
Dank eines starken IT-Sektors ist Estland einer der fortgeschrittensten Staaten im Bereich E-Government. So bietet Estland seit Ende Januar 2015 Bürgern vieler Staaten eine sogenannte e-Residency an. Die e-Residenten werden allerdings keine Bürger oder Bewohner Estlands und erhalten dadurch auch keine Aufenthaltserlaubnis, EU-Visa oder das Recht zu wählen, sondern lediglich eine digitale Identität.
Für eine e-Residency kann man sich online bewerben. Nach einer Bearbeitungszeit von wenigen Wochen, einer Prüfung durch das estnische Grenzschutzamt und der Zahlung einer Bearbeitungsgebühr (100 Euro im März 2019) kann dann eine Karte mit Chip und Lesegerät in Estland oder in vielen estnischen Botschaften abgeholt werden.
Diese ermöglicht Folgendes:
- Erstellen von digitalen Signaturen
- Verschlüsseln von Dokumenten
- Benutzung des offiziellen Portals eesti.ee
- Gründung von Unternehmen in Estland
- Einreichung einer estnischen Steuererklärung online
- Erstellung von Bankkonten[81]

All dies ist den Bürgern und dauerhaften Bewohnern von Estland schon länger online möglich. Geleitet wird das Projekt E-Estonia von Taavi Kotka, dem stellvertretenden Kanzler der Kommunikations- und Informationssysteme des Wirtschaftsministeriums und einem der Gründer von Skype, ebenfalls ein ursprünglich estnisches Produkt.
Zu bekannten e-Residenten gehören u. a. Edward Lucas (Journalist bei The Economist) und Shinzō Abe (ehemaliger Ministerpräsident Japans) sowie Papst Franziskus. Nach dem ursprünglichen Vorschlag von Taavi Kotka beim Wettbewerb der Estonian Development Foundation soll es bis 2025 ganze zehn Millionen e-Residenten geben. Vor allem Unternehmer sollen Internetunternehmen gründen und somit Steuern in Estland zahlen können, wobei es komplizierte Fälle von Doppelbesteuerung geben könnte, wie der Ex-Finanzminister Estlands, Jürgen Ligi, zu bedenken gab. Anfang 2015 gab es vor allem Bewerbungen aus Finnland, Russland, Lettland, den USA und dem Vereinigten Königreich. Bis Ende 2023 haben über 100.000 Personen aus 181 Ländern weltweit den Status als E-Residenten Estlands erhalten. In weniger als zehn Jahren seit der Einführung des Programms haben diese e-Residenten mehr als 27.000 estnische Unternehmen gegründet, und diese Zahl wächst weiterhin rasch an.

## Verwaltungsgliederung

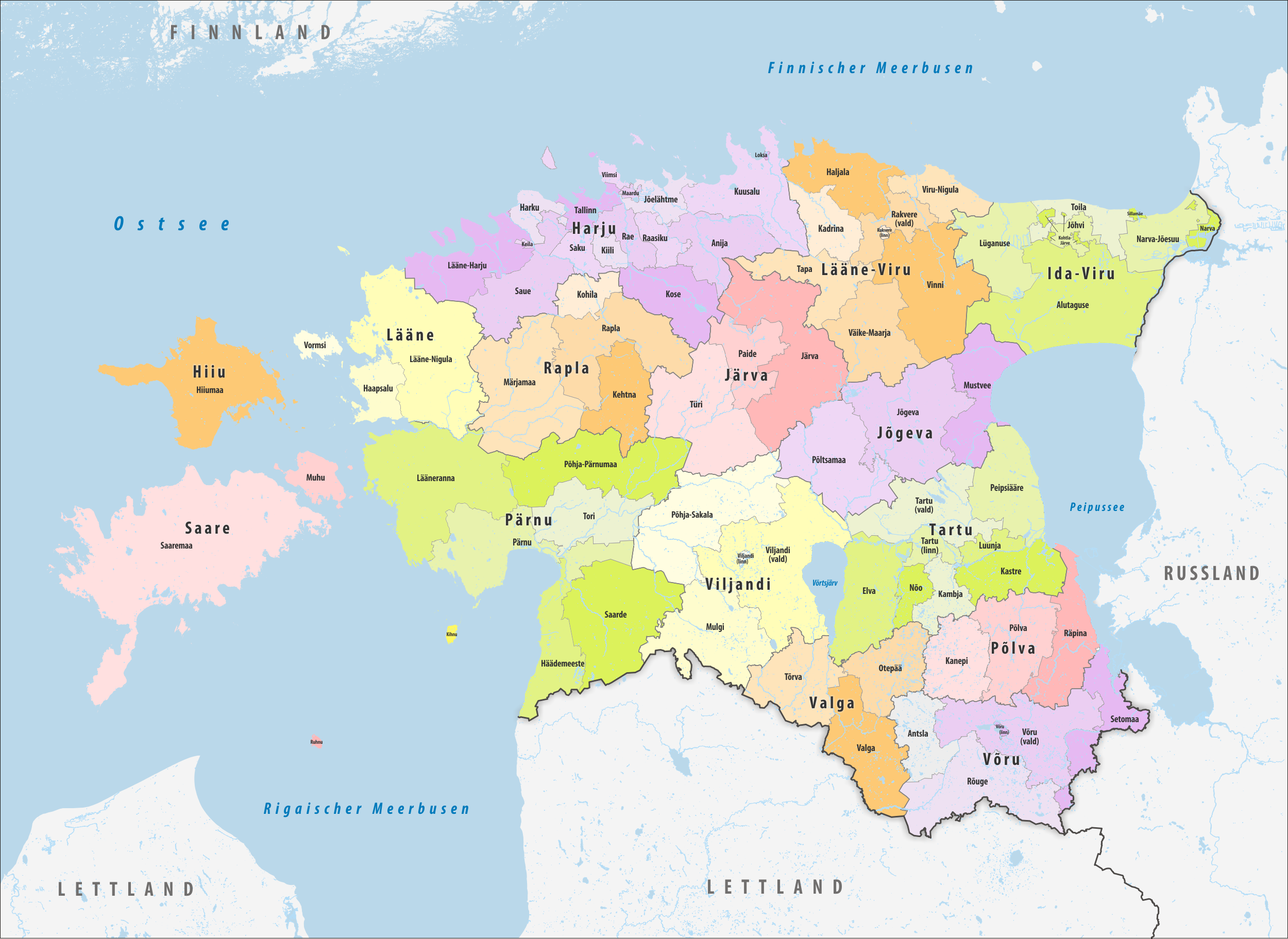
Politische Gliederung Estlands

Das Gebiet der Republik Estland gliedert sich in 15 Landkreise, 34 Städte, 11 Minderstädte sowie zahlreiche Siedlungen und Dörfer. Die estnische Verwaltungsgliederung unterliegt folgender hierarchischen Einteilung:
- Republik Estland (Eesti Vabariik)
  - Landkreis (maakond)
    - Gemeinde (omavalitsus): Stadtgemeinde (linn) oder Landgemeinde (vald)

Gemeinden sind weiter in Städte, Minderstädte (alev), Siedlungen (alevik) und Dörfer (küla) untergliedert (Siedlungsgliederung).

### Landkreise
Estland gliedert sich in 15 Landkreise (estnisch pl. maakonnad, sing. maakond):
| Kreis      | Verwaltungs- sitz | Einwohner (31. Dez. 2022) | Code 1 |
| ---------- | ----------------- | ------------------------- | ------ |
| Harju      | Tallinn           | 614.561                   | EE-37  |
| Hiiu       | Kärdla            | 008.497                   | EE-39  |
| Ida-Viru   | Jõhvi             | 132.736                   | EE-45  |
| Jõgeva     | Jõgeva            | 027.857                   | EE-50  |
| Järva      | Paide             | 029.693                   | EE-52  |
| Lääne      | Haapsalu          | 020.227                   | EE-56  |
| Lääne-Viru | Rakvere           | 058.709                   | EE-60  |
| Põlva      | Põlva             | 023.989                   | EE-64  |
| Pärnu      | Pärnu             | 085.705                   | EE-68  |
| Rapla      | Rapla             | 033.529                   | EE-71  |
| Saare      | Kuressaare        | 031.292                   | EE-74  |
| Tartu      | Tartu             | 157.758                   | EE-79  |
| Valga      | Valga             | 027.650                   | EE-81  |
| Viljandi   | Viljandi          | 045.411                   | EE-84  |
| Võru       | Võru              | 034.182                   | EE-87  |

1 Code nach ISO 3166-2
Bis 2017 besaßen alle Kreise eine Kreisverwaltung (maakonnavalitsus) und einen Gouverneur (maavanem). Der Gouverneur wurde in Abstimmung mit der Kommunalverwaltung auf Vorschlag des Ministerpräsidenten für fünf Jahre ernannt. Kreisverwaltungen wurden mit der Verwaltungsreform von 2017 abgeschafft. Gemeinden eines Kreises sind jedoch zur Zusammenarbeit verpflichtet und haben oft auf Kreisebene gemeinsame Entwicklungszentren (arenduskeskus).
Für die Vergleichbarkeit von Daten innerhalb der EU wurde Estland auf der Ebene NUTS 3 in fünf Regionen (Statistikeinheiten) unterteilt, zu deren Bildung die obigen Landkreise wie folgt zusammengestellt wurden:
| Region         | Landkreise                                  | Code  |
| -------------- | ------------------------------------------- | ----- |
| Nordestland    | Harju                                       | EE001 |
| Westestland    | Hiiu, Lääne, Pärnu, Saare                   | EE004 |
| Zentralestland | Järve, Lääne-Viru, Rapla                    | EE006 |
| Nordostestland | Ida-Viru                                    | EE007 |
| Südestland     | Jõgeva, Põlva, Tartu, Valga, Viljandi, Võru | EE008 |

## Wirtschaft
Nach der Wiedererlangung der Unabhängigkeit organisierte Estland sein Gemeinwesen nach skandinavischem Vorbild völlig um: wenig Hierarchien, viel Transparenz der staatlichen Organe, moderne Kommunikationstechnik. Jedoch zeigt das Wirtschaftsmodell des Landes im Vergleich zu den skandinavischen Nachbarn, die eher auf Prinzipien der sozialen Marktwirtschaft setzen, marktliberale Züge.
Im Global Competitiveness Index, der die Wettbewerbsfähigkeit eines Landes misst, belegt Estland Platz 22 von 137 Staaten (Stand: 2022–2023). Im Index für wirtschaftliche Freiheit belegte Estland 2017 Platz 6 von 180 Staaten.
Eine Wertpapierbörse ist die Nasdaq Tallinn.

### Bruttoinlandsprodukt
Nach der Überwindung der Russlandkrise (ab 2000) wies die Wirtschaft aller drei baltischen Staaten ein hohes Wachstum auf, allerdings ausgehend von einem niedrigen Ausgangszustand nach der Krise. 2006 war Estland mit einem Zuwachs der Wirtschaftsleistung von 10,8 % der Spitzenreiter der Europäischen Union.
Die Weltfinanzkrise machte sich in Estland bereits zum Jahresbeginn 2008 bemerkbar, ab dem zweiten Quartal lagen die BIP-Werte inflationsbereinigt unter denen des Vorjahres. Für das Gesamtjahr war ein Rückgang um 2 % zu erwarten. Hauptgrund war vor allem die stark zurückgegangene Inlandsnachfrage (Bausektor, Einzelhandel).
Das Bruttoinlandsprodukt (BIP) belief sich für 2008 auf gut 250 Milliarden Estnische Kronen (EEK), gut 16 Milliarden Euro. Pro Kopf der Bevölkerung waren das 12.000 Euro (zum Vergleich: Deutschland 27.200 Euro). Vergleicht man das BIP nach Kaufkraftstandards (also nach der Kaufkraft eines Euros) mit dem Durchschnitt der EU (EU-27: 100) erreichte Estland 2008 bereits einen Wert von knapp 68 (Deutschland: 116). Verglichen mit dem Jahr 2000 steigerte sich dieser Wert inflationsbereinigt um fast die Hälfte (+45 %; damals: 44,6). 2018 erreichte Estland einen Indexwert von 81 (EU-28: 100, Deutschland: 123).
Das Bruttoinlandsprodukt Estlands betrug 2015 nunmehr 20,5 Mrd. Euro. Das Pro-Kopf-BIP betrug im selben Jahr 15.598 Euro. Das Wirtschaftswachstum lag 2015 bei 1,1 % und 2016 bei 1,6 %. Die COVID-19-Pandemie führte im Jahr 2020 zu einem Rückgang des BIP um 3 %. Im darauf folgenden Jahr wuchs das Bruttoinlandsprodukt dank einer raschen wirtschaftlichen Erholung um 8,3 %.
Das hohe Wachstum der baltischen Staaten in der Vergangenheit hat ihnen die Bezeichnung Baltische Tiger eingebracht.

### Entwicklung
Alle BIP-Werte sind in Internationalen US-Dollar angegeben. In der folgenden Tabelle kennzeichnen die Farben:
| Jahr                                    | 1993       | 1995       | 2000       | 2005       | 2010       | 2015       | 2016       | 2017       | 2018       | 2019       | 2020       | 2021       |
| --------------------------------------- | ---------- | ---------- | ---------- | ---------- | ---------- | ---------- | ---------- | ---------- | ---------- | ---------- | ---------- | ---------- |
| BIP (in Int. Dollar)                    | 11,09 Mrd. | 11,62 Mrd. | 16,97 Mrd. | 26,86 Mrd. | 28,96 Mrd. | 38,84 Mrd. | 41,20 Mrd. | 44,66 Mrd. | 47,62 Mrd. | 50,46 Mrd. | 49,56 Mrd. | 55,93 Mrd. |
| BIP pro Kopf (in Int. Dollar)           | 7.473      | 8.172      | 12.389     | 20.409     | 22.360     | 29.183     | 31.309     | 33.903     | 36.022     | 38.029     | 37.277     | 42.050     |
| BIP Wachstum (real)                     | …          | 2,2 %      | 10,6 %     | 9,4 %      | 2,3 %      | 1,9 %      | 3,1 %      | 5,8 %      | 4,1 %      | 4,1 %      | −3,0 %     | 8,3 %      |
| Inflation (in Prozent)                  | …          | 29,0 %     | 3,9 %      | 4,1 %      | 2,7 %      | 0,1 %      | 0,8 %      | 1,4 %      | 3,4 %      | 2,3 %      | −0,6 %     | 4,5 %      |
| Arbeitslosigkeit (in Prozent)           | 6,5 %      | 9,6 %      | 14,6 %     | 8,0 %      | 16,7 %     | 6,2 %      | 6,8 %      | 5,8 %      | 5,3 %      | 4,4 %      | 6,8 %      | 6,1 %      |
| Staatsverschuldung (in Prozent des BIP) | …          | 9 %        | 5 %        | 5 %        | 7 %        | 10 %       | 10 %       | 9 %        | 8 %        | 9 %        | 19 %       | 18 %       |

### Arbeitsmarkt
Die Arbeitslosenquote betrug im Mai 2018 4,9 % und liegt damit deutlich unter dem EU-Durchschnitt. 2017 betrug die Jugendarbeitslosigkeit 13,9 %. Im selben Jahr arbeiteten 2,7 % aller Arbeitskräfte in der Landwirtschaft, 20,5 % in der Industrie und 76,8 % im Dienstleistungssektor. Die Gesamtzahl der Beschäftigten wird für 2017 auf 670.000 geschätzt; davon sind 48,5 % Frauen. Aufgrund von Auswanderung und Alterung der Bevölkerung herrscht ein zunehmender Mangel an Arbeitskräften.

### Geografische Verteilung
Der Schwerpunkt der wirtschaftlichen Aktivitäten konzentriert sich auf die Region rund um die Hauptstadt Tallinn (Kreis Harju), die knapp 40 % der Bevölkerung Estlands beherbergt. Gut 60 % des Bruttoinlandsprodukts werden hier erwirtschaftet (2006), in der Branche ‚Handel‘ über 70 %. Zentrum der Landwirtschaft sind die Regionen Zentral- und Südostestland, die bei einem Anteil von 35 % an der estnischen Gesamtbevölkerung 63 % der landwirtschaftlichen Produktion erzeugen (inklusive Forstwirtschaft). In Nordostestland (Ida-Virumaa) dominiert dagegen aufgrund der Verarbeitung der lokalen Ölschiefer-Vorkommen die Energiewirtschaft (30 % des nationalen Produkts dieser Branche bei einem Bevölkerungsanteil von 13 %).

### Währungssystem
Am 27. Juni 2004 traten Estland und weitere zwei der zehn neuen EU-Staaten dem Wechselkursmechanismus II im Rahmen des EWS II bei, der erste Schritt, um den Euro einzuführen. Estland, Litauen und Slowenien legten die Leitkurse ihrer Währungen zum Euro fest und verpflichteten sich ab sofort, die Schwankungen unter ±15 % zu halten. Bis zum Beitritt des Landes zum Euro am 1. Januar 2011 lag der Leitkurs für die estnische Krone bei 15,6466 pro Euro, was eine maximale Schwankungsbreite von (gerundet) 13,30 bis 17,99 Kronen bedeutete. Der Kurs ergab sich durch die seit 1993 festgelegte Kopplung der Krone zur Deutschen Mark im Verhältnis 1 DEM = 8 EEK. Estland verpflichtete sich (wie auch Litauen) zu einer nachhaltigen Haushaltspolitik.
Das Design der estnischen Euromünzen wurde 2004 in einer öffentlichen Wahl bestimmt. Die Einführung des Euro musste jedoch mehrfach verschoben werden und fand am 1. Januar 2011 statt. Am 12. Mai 2010 bescheinigten die Europäische Kommission und die Europäische Zentralbank Estland die Erfüllung aller EU-Konvergenzkriterien. Im Juni 2010 stimmten die EU-Finanzminister sowie die Staats- und Regierungschefs der EU der Aufnahme Estlands in die Eurozone zu. Einen Monat später legten die Finanzminister den offiziellen Wechselkurs von 15,6466 estnischen Kronen für einen Euro fest.

### Preise und Löhne
Bis 2003 gab es eine deutliche Verlangsamung der Teuerung, seit dem EU-Beitritt 2004 steigt die Teuerungsrate aber wieder an (1,3 %). Die vergleichsweise hohen Preissteigerungen der Vorjahre (im Schnitt bei 5 %) hatten – bei stabiler Währung – in Estland zu deutlich höheren Lebenshaltungskosten als in den Nachbarstaaten Lettland und Litauen geführt. Entsprechend sind die vergleichsweise hohen Durchschnittslöhne von 2'007 Euro (2. Quartal 2024) (zum Vergleich: Lettland 1'117 Euro (März 2023)) nicht automatisch mit einem höheren Lebensstandard gleichzusetzen.

### Energiewirtschaft
Als einziges Land in der EU sank zwischen 2009 und 2014 in Estland der Anteil erneuerbarer Energiequellen an der Primärstromversorgung. So setzte der Energiesektor des Landes pro Einwohner 2014 13 Tonnen CO2 frei (zum Vergleich Deutschland 9 Tonnen). Ursache ist die subventionierte Ölschieferverstromung. Anfang der 2020er Jahre ist die aus Ölschiefer erzeugte Strommenge um 40 Prozent gesunken und macht noch ein Drittel der gesamten Stromerzeugung aus. 
Im Jahr 2023 produzierten die estnischen Kraftwerke 5.686 GWh Strom und 4.323 GWh Wärmeenergie.

### Tourismus
Estland wurde 2019 von 3,8 Millionen ausländischen Touristen besucht, die dem Land Einnahmen in Höhe von 2,06 Milliarden US-Dollar brachten. Die meisten Touristen kamen 2019 aus Finnland (36 %), Russland (12 %), Lettland (8 %) und Deutschland (6,3 %). Im Land gibt es zwei UNESCO-Welterbestätten.

### Außenhandel
Haupthandelspartner Estlands sind die Staaten Finnland, Schweden, Lettland und Litauen.
Hauptexportprodukte sind Maschinen, Geräte und elektr. Maschinen (24 % der Ausfuhrgüter), gefolgt von Holz und Holzwaren (11 %). Auch bei Importen ist Maschinen, Geräte und elektr. Maschinen mit 23 % an erster Stelle. Hier folgen Zugmaschinen und Kraftwagen (13 %).  Die Handelsbilanz ist anhaltend negativ: Exporten im Wert von 19 Milliarden USD stehen Importe im Wert von 22 Milliarden USD gegenüber. Dadurch bleibt auch die Zahlungsbilanz (inkl. Finanztransfers/Direktinvestitionen, Dienstleistungen) negativ. (Stand 2024)

## Infrastruktur
Im Verkehrswesen spielen die Straße und die Schifffahrt auf der Ostsee die wichtigste Rolle, im Güterverkehr auch die Eisenbahn.

### Digitalisierung

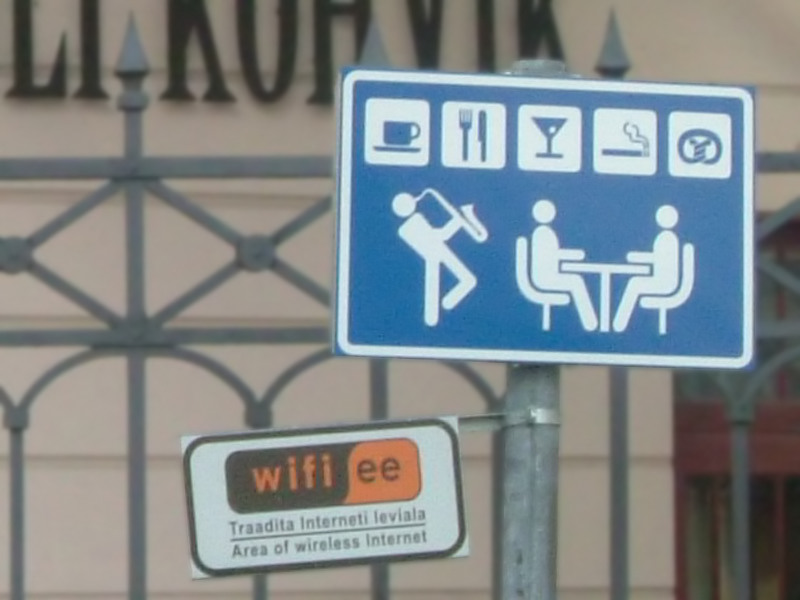
Einer von vielen WLAN-Hot-Spots in Tartu

In Estland garantiert der Staat seit dem Jahr 2000 per Gesetz seinen Bürgern einen Zugriff auf das Internet. Im ganzen Land gibt es WLAN-Zugangspunkte zum Internet, mit denen die bewohnten Flächen abgedeckt werden. Rund 99 % des Landes sind mit diesem kostenlosen Hot-Spot-Netz abgedeckt. Wer keinen eigenen Rechner hat, darf gratis an einem von 700 öffentlichen Terminals in Postämtern, Bibliotheken oder Dorfläden ins Netz. Alle Schulen sind online. Estland verfügt über die meisten Internetanschlüsse pro Kopf weltweit.
Estland gibt an, das weltweit technologisch modernste Verwaltungssystem zu haben. Jeder Bürger besitzt eine ID-Nummer. Seit 2007 können Esten über das Internet an Wahlen teilnehmen, ihre Steuern abrechnen und Rezepte vom Arzt empfangen. Wegen der damit verbundenen Verwundbarkeit durch Cyberattacken wurden Backupserver in Luxemburg eingerichtet. Sie enthalten die digitale Verwaltungssoftware Estlands und die Datensätze der Bürger. Am 26. April 2007 begann ein massiver digitaler Angriff von gekaperten Computernetzwerken, der die Server der Behörden, Medien und Banken kollabieren ließ. Er war Anlass für die Einrichtung von Cyberkriegsforschungszentren, an denen auch die NATO beteiligt ist.

### Feuerwehr
In der Feuerwehr in Estland waren im Jahr 2019 landesweit 1.561 Berufsfeuerwehrleute, Teilzeit-Feuerwehrleute und 2.059 freiwillige Feuerwehrleute organisiert, die in 189 Feuerwachen und Feuerwehrhäusern, in denen 105 Löschfahrzeuge und 11 Drehleitern bzw. Teleskopmasten bereitstehen, tätig sind. Der Frauenanteil beträgt 9 %. Die estnischen Feuerwehren wurden im selben Jahr zu 26.076 Einsätzen alarmiert, dabei waren 4.675 Brände zu löschen. Hierbei wurden 43 Tote bei Bränden von den Feuerwehren geborgen und 113 Verletzte gerettet. Die nationale Feuerwehrorganisation Päästeamet Estonian Rescue Board repräsentiert die estnischen Feuerwehren mit ihren Feuerwehrangehörigen im Weltfeuerwehrverband CTIF.

### Straßen
Das gesamte Straßennetz umfasste 2011 etwa 58.412 km, wovon 10.427 km asphaltiert sind. Von Tallinn aus führen sternförmig autobahnähnlich ausgebaute Schnellstraßen in die Richtungen Pärnu (Via Baltica), Tartu und Narva.
2008 waren überwiegend nur Straßen von überbezirklicher Bedeutung asphaltiert. Viele kleine Ortschaften werden aus nur einer Richtung von einer asphaltierten Stichstraße erschlossen. Die übrigen Straßen sind unbefestigt.
Es gab bis in die jüngere Gegenwart keine separaten Radwege; wenn eine überörtliche Straße, wie die Via Baltica, abschnittsweise als Schnellstraße mit zweimal zwei Fahrspuren ausgebaut ist, wird sie zwangsläufig von Radfahrern mitbenutzt. In den letzten Jahren wurden jedoch erhebliche Anstrengungen unternommen, hochwertige und teilweise sogar beleuchtete Radwege zu bauen, insbesondere in Ortsnähe entlang der Landstraßen. Wegen der Konzentration des Verkehrs auf die asphaltierten Straßen ist der Verkehr dort in manchen Gegenden nicht weniger dicht als auf Straßen ähnlichen Ausbauzustands im eng besiedelten Mitteleuropa.
Estland hat als erster Staat der EU und der Welt ein staatsweites, öffentlich getragenes Ladesystem für das Aufladen der Batterien von Elektroautos. Estland weist eine Rate von einem Elektroauto pro 1000 Einwohner auf.

### Öffentlicher Nahverkehr
In den größeren Städten (insbesondere Tallinn, Tartu, Narva, Pärnu) gibt es ein Netz von Buslinien, in Tallinn zusätzlich 5 Straßenbahnlinien und Obusse. Die öffentlichen Verkehrsmittel sind modern und in gutem Zustand. In Tallinn ist der ÖPNV bereits seit 2013 für Bewohner der Stadt kostenlos. 2018 wurde der kostenlose Nahverkehr auf große Teile des Landes ausgeweitet. Der kostenfreie Nahverkehr in den Landkreisen wurde jedoch am 22. Januar 2024 weitgehend wieder abgeschafft, blieb aber für Personen bis 19 Jahren und ab 63 Jahren erhalten.

### Eisenbahn

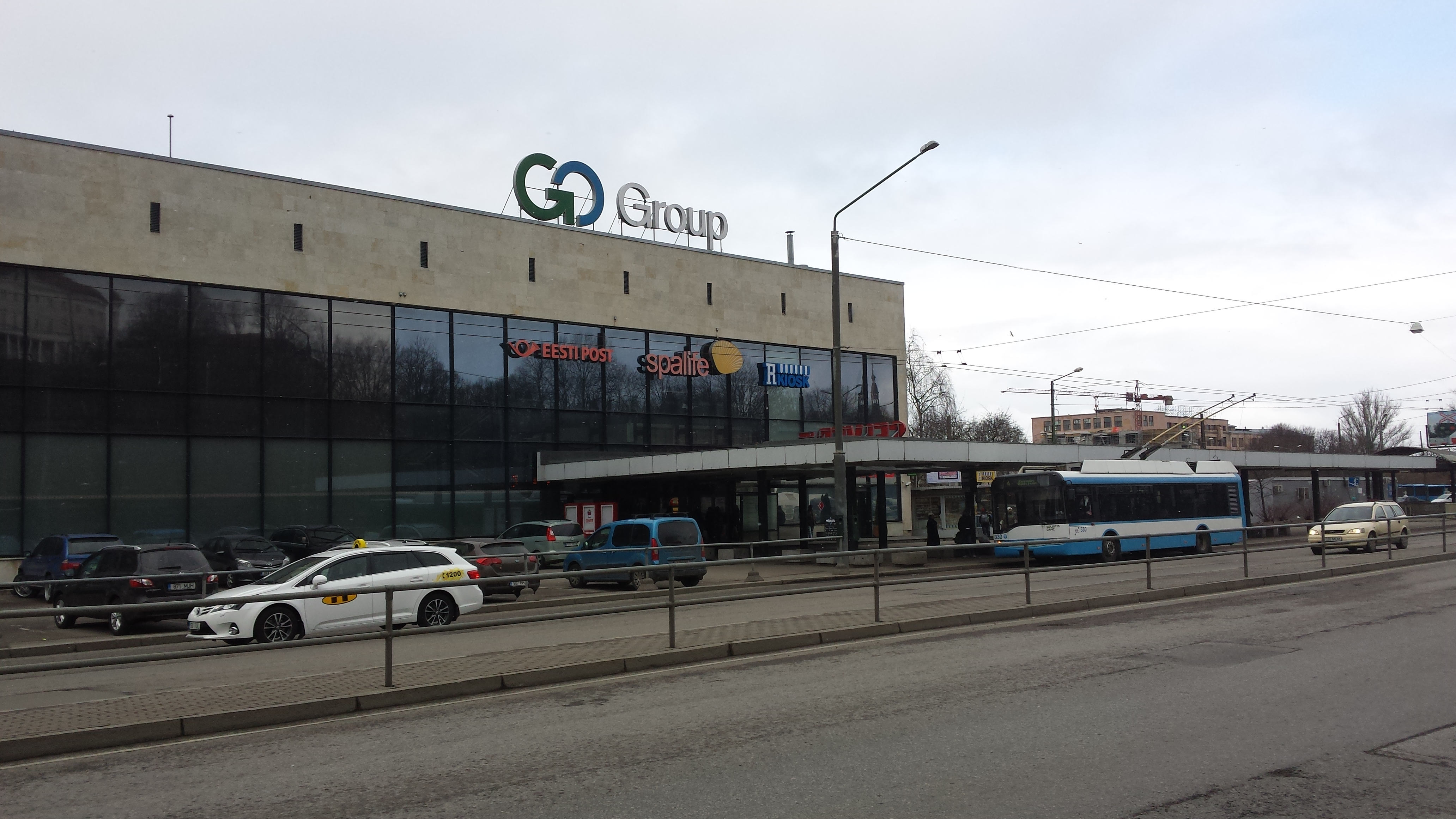
Baltischer Bahnhof, Tallinn

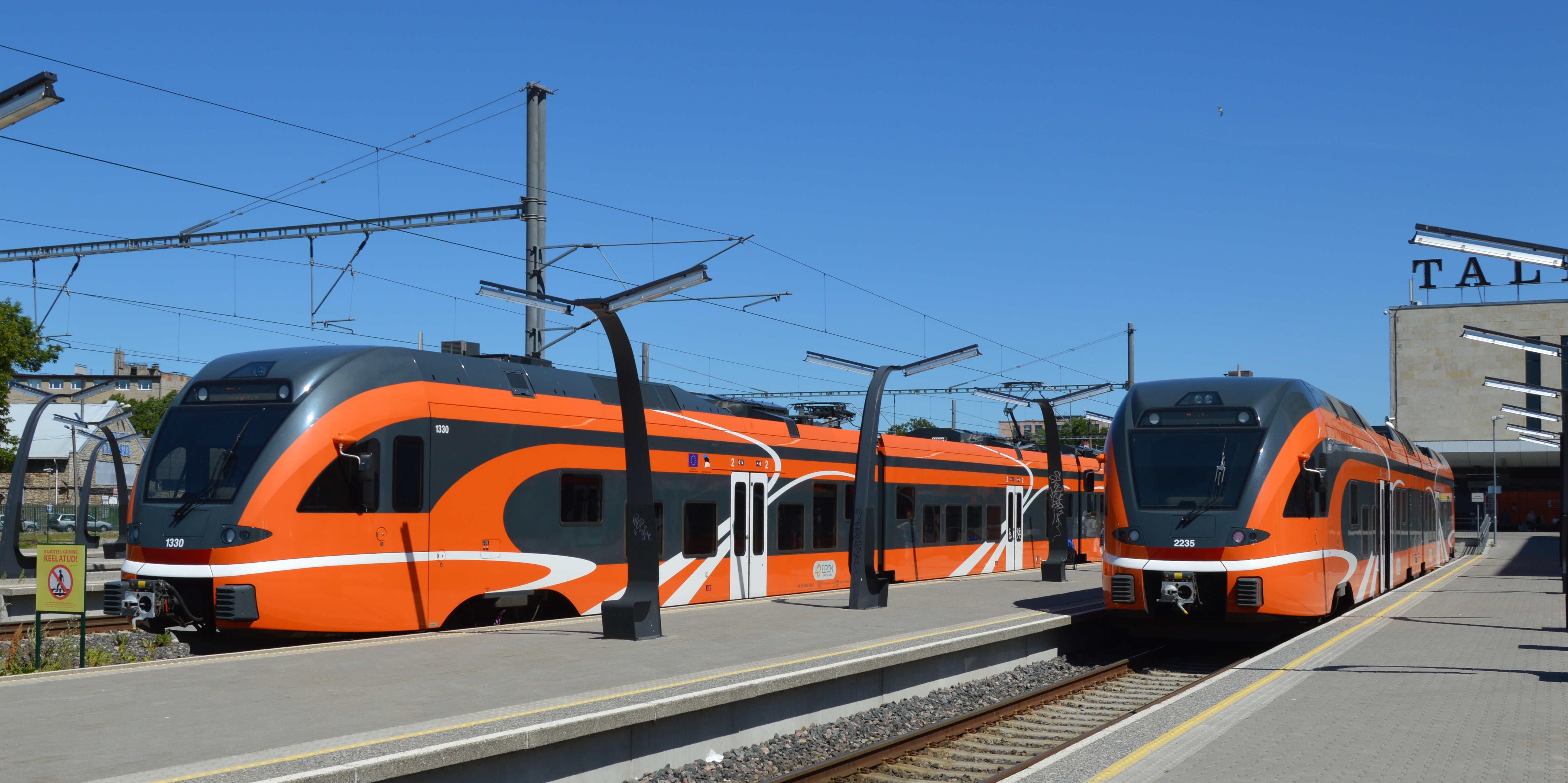
Estnische Stadler Flirt

#### Geschichte
Eisenbahnprojekte für Estland – damals Teil des Russischen Reichs – gab es seit der Mitte des 19. Jahrhunderts. Sie zielten auf eine Verbindung estnischer Hafenstädte mit Sankt Petersburg, scheiterten aber zunächst alle daran, dass das Investitionskapital nicht aufgebracht werden konnte. So dauerte es bis zum 24. Oktoberjul. / 5. November 1870greg., bevor die Baltische Eisenbahn die Bahnstrecke Paldiski–Tosno über Reval, Narva nach Tosno, die erste Eisenbahn in Estland, eröffnen konnte. Dabei wurden die russischen Parameter zugrunde gelegt, insbesondere in russischer Breitspur gebaut. Gattschina war ein Bahnhof an der Petersburg-Warschauer Eisenbahn, Tosno liegt an der Bahnstrecke Sankt Petersburg–Moskau. Zwar entwickelte sich Tallinn dank der Eisenbahn zu einem der wichtigsten Häfen des Russischen Reichs, aber von dem durch militärstrategische Interessen bestimmten weiteren Ausbau des russischen Netzes profitierte Estland kaum, der weitere Ausbau verlief schleppend. Nebenbahnen entstanden so oft als Schmalspurbahnen. Mit der Unabhängigkeit 1918 wurde eine eigene Staatsbahn gegründet. Daneben betrieb eine private Gesellschaft die Bahnstrecke Tallinn–Pärnu. Die ersten elektrisch betriebenen Züge verkehrten 1924 auf dem 11 km langen Abschnitt Tallinn–Paeskula.
Nach der Besetzung Estlands durch die Sowjetunion 1940 ging die Estnische Eisenbahn an die Staatsbahn der Sowjetunion über. Sie bestand damals aus 772 km Breitspur-Strecken und 675 km Schmalspurstrecken. Während der deutschen Besetzung im Zweiten Weltkrieg wurden die Breitspurstrecken auf Normalspur umgenagelt, anschließend wurde das wieder rückgängig gemacht. 1957–1959 wurden Dampf- durch Diesellokomotiven ersetzt. Ab 1966 wurden die Schmalspurstrecken überwiegend stillgelegt, einige in Breitspur konvertiert. Das Netz hatte anschließend eine Länge von 956 km. 1963 bis 1991 wurden die Bahnen von Estland, Lettland und Litauen als „Baltische Eisenbahnen“ betrieben, die estnischen Strecken als „Estnische Abteilung“.
Die Unabhängigkeit Estlands 1991 brachte wieder eine eigene Staatsbahn und massive Umstrukturierungen. Segmente, die nicht zum Kerngeschäft gehörten, etwa Sozialeinrichtungen, wurden abgegeben und 1997 die Bahn in eine Aktiengesellschaft umgewandelt (Eesti Raudtee). Im Folgenden wurden weitere Gesellschaften für Teilaufgaben ausgegliedert. 1999 entschloss sich der Staat 66 % der Aktien zu verkaufen. Statt der erhofften privaten Investitionen führte das zu einem drastischen Einbruch der Leistungsfähigkeit der Bahn. 2007 kaufte der Staat die Aktien zurück und bildete zwei Gesellschaften, eine für die Infrastruktur, eine zweite für den Güterverkehr. Seit 2011 beteiligt sich die Bahn an dem Rail-Baltica-Projekt, das Tallinn über Pärnu mit den benachbarten Hauptstädten Riga, Vilnius und Warschau mit einer Bahnstrecke in Normalspur verbinden soll. Das Projekt wird von der EU finanziell unterstützt und soll 2030 abgeschlossen werden.

#### Netz
Das estnische Eisenbahnnetz hat eine Länge von 800 Kilometern. Davon sind 94 km zweigleisig und 225 km elektrifiziert (3 kV Gleichspannung). Das Netz ist in Narva, in Koidula (beide zu RŽD) und in Valga (zu LDz) mit den Netzen der Nachbarländer verbunden. Die Spurweite beträgt 1520 mm bzw. 1524 mm.

#### Verkehr
Der Schienenverkehr in Estland wird heute im Wesentlichen von den Eisenbahnverkehrsunternehmen Operail (Güterverkehr) und Elron (Personenverkehr im Inland) und den Infrastrukturbetreibern Eesti Raudtee und Edelaraudtee betrieben.
Für den innerestnischen Personenverkehr wurde von Mitte 2013 bis Anfang 2014 wurde die veraltete innerestnische Zugflotte gegen elektrische und dieselelektrisch betriebene Züge vom Typ Stadler Flirt ausgetauscht.
Der internationale Personenverkehr beschränkte sich zum einen auf Verbindungen nach Riga in Lettland, die von Regionalzügen der lettischen Bahn betrieben werden. Seit dem 6. Januar 2025 besteht eine durchgehende Verbindung zwischen Estland und Vilnius mit einem täglich verkehrenden Zugpaar.

### Schiffsverkehr
Estland unterhält zu seinen Nachbarstaaten (insbesondere in Skandinavien) zahlreiche Fährverbindungen. Zwischen dem estnischen Festland und den größten Inseln (insbes. Saaremaa, Hiiumaa, Vormsi) herrscht ein sehr reger und routinierter Fährverkehr. Die heutzutage eingesetzten Autofähren sind erst wenige Jahre alt.
Am 28. September 1994 sank die estnische Fähre Estonia vor der Küste Finnlands auf der Überfahrt nach Stockholm. Bei dem Unglück starben 852 Menschen.
Die Binnenschifffahrt beschränkt sich auf Fahrgast- und Freizeitschifffahrt auf dem Võrtsjärv und dem anschließenden Fluss Emajõgi sowie auf die Fähre zur Insel Piirissaar im Peipussee.

### Flugverkehr

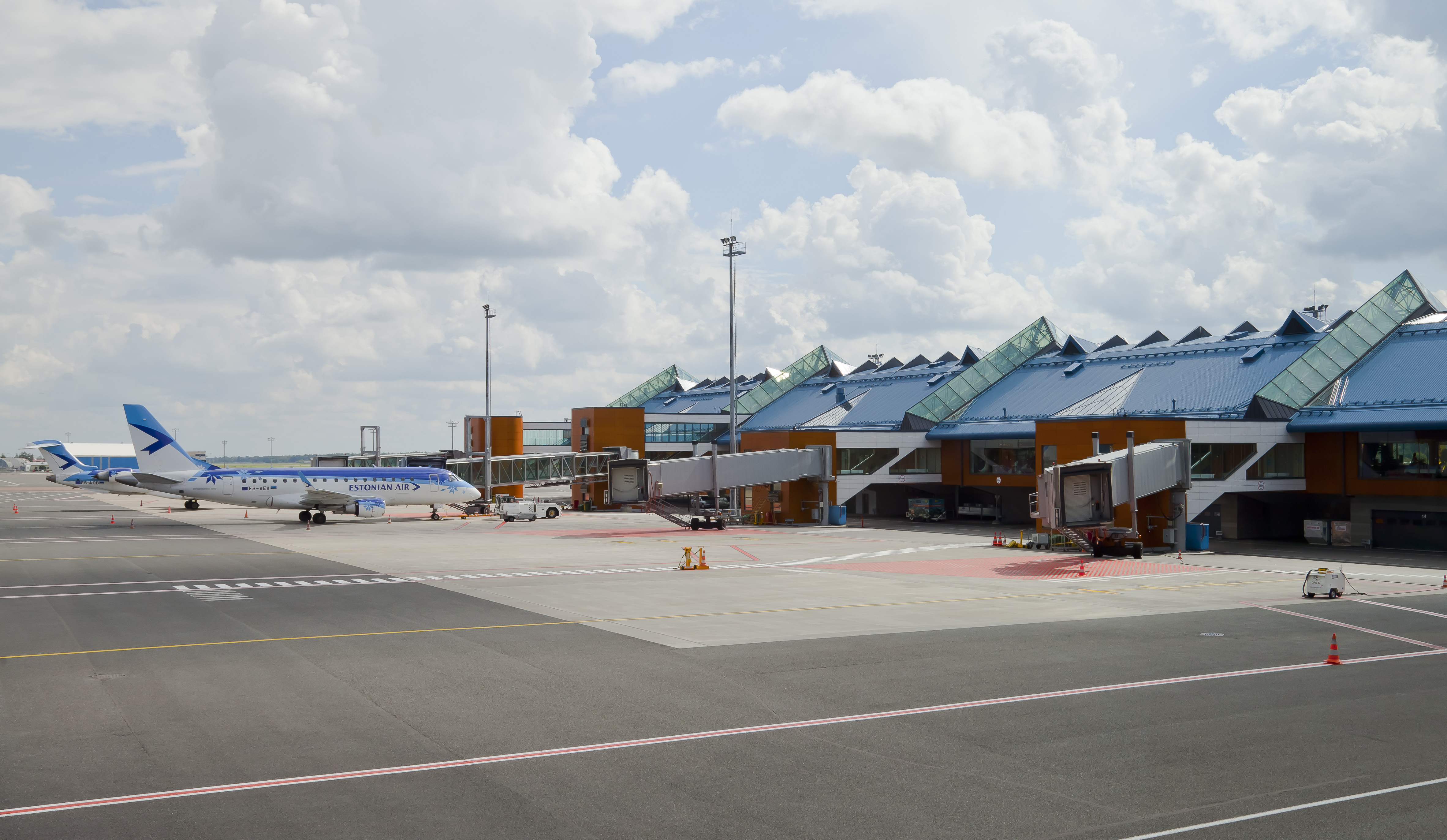
Flughafen Tallinn-Lennart Meri

Der wichtigste Flughafen Estlands ist der internationale Flughafen Tallinn. Er ist Heimatflughafen der estnischen Fluggesellschaft SmartLynx Airlines Estonia (Charterfluggesellschaft). Daneben existieren ein weiterer internationaler Flughafen in Tartu sowie kleinere Flughäfen in Pärnu, Kuressaare und Kärdla sowie auf Kihnu und Ruhnu.

### Stromnetz
Die drei baltischen Staaten sind seit dem 9. Februar 2025 an das europäische Stromnetz (Europäisches Verbundsystem) angeschlossen.

## Kultur

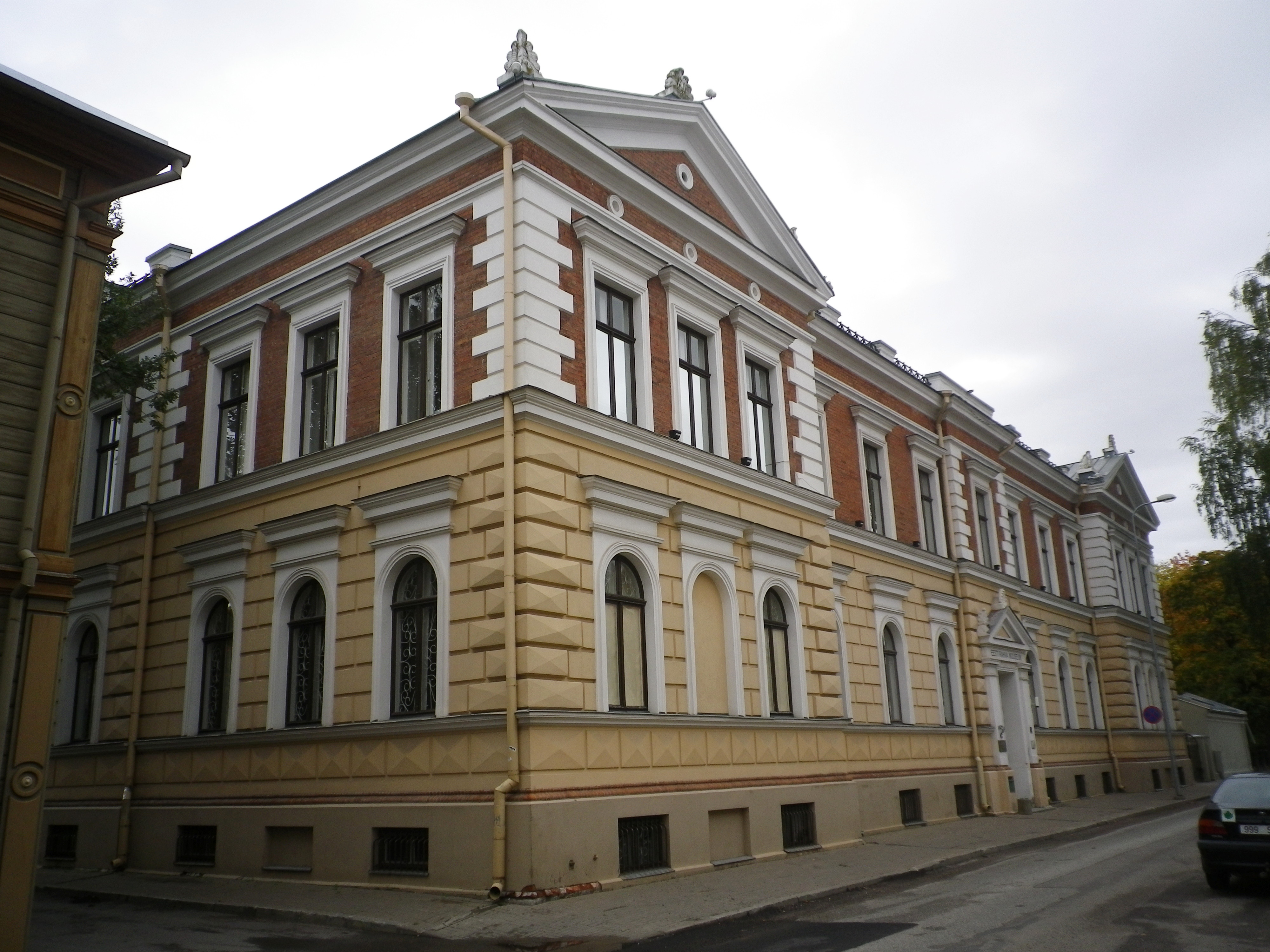
Estnisches Nationalmuseum

Estland war durch seine politische Entwicklung und Besiedlungsgeschichte immer ein interkulturelles Land. Die Oberherrschaft hatte zunächst Dänemark, 1252–1561 der Deutsche Orden, danach Schweden und im 18. bis 19. Jahrhundert Russland. Die estnische Kultur und Architektur wurde über einen Zeitraum von etwa 800 Jahren stark durch die ortsansässige deutschbaltische Oberschicht geprägt. Die großen Städte, insbesondere Tallinn (unter dem alten Namen Reval) waren stark von der Kultur der Hanse geprägt. Vom Mittelalter bis weit ins 19. Jahrhundert bildeten die deutschen Kaufleute das tonangebende Element in Tallinn. Ab 1850 setzte eine verstärkte Russifizierung unter den Zaren ein. Ein Gegengewicht dazu bildeten baltische Studentenverbindungen und ab den 1870er-Jahren vor allem die Universität Tartu (Dorpat).
In der Wissenschaft blieb der westliche Einfluss – wie auch im zaristischen Russland – stark, allein schon durch die bis 1870 deutschsprachige Universität. So erhielt sie 1811 durch Initiative deutscher Wissenschaftler die Sternwarte Dorpat, und auch die folgenden sieben Direktoren bis 1900 kamen aus Deutschland. Der berühmteste, Friedrich Georg Wilhelm Struve, wechselte allerdings 1839 an die neu errichtete Sternwarte Pulkowo bei Sankt Petersburg.
Einen kulturellen Umbruch erfuhr Estlands Kultur durch den Verlust deutscher und schwedischer Bevölkerungsanteile infolge des Zweiten Weltkriegs und den Zuzug von Russen und anderer Volksgruppen während der sowjetischen Zeit.
Seit dem Ende der Sowjetzeit orientiert sich die estnische Kultur wegen der Verwandtschaft des Estnischen zum Finnischen stark am nördlichen Nachbarn Finnland. Sie ist weitgehend westlich ausgerichtet und unterhält zahlreiche Kooperationen mit deutschen Gesellschaften, evangelischen Kirchen (Nordelbische Kirche) und Universitäten (Göttingen, Greifswald, Kiel, Konstanz, München und Münster).
Die estnische Literatur spiegelt diese vielfältigen Einflüsse wider – in Estland wurde neben Deutsch und Estnisch auch in Lettisch, Ostschwedisch und Finnisch, Russisch, Latein, Griechisch und Französisch geschrieben. Das literarische Forschungsprojekt EEVA der Universität Tartu und des Estnischen Literaturmuseums ist bestrebt, diesen multilingualen Kulturraum des Baltikums ab dem 13. Jahrhundert digital zu dokumentieren.
Das estnische Nationalepos ist der Kalevipoeg.

### Medienlandschaft
Neben den vier estnischsprachigen Fernsehsendern ETV Eesti Televisioon, ETV2 (öffentlich-rechtlich), Kanal 2 (vom norwegischen Unternehmen Schibsted) und TV3 Eesti (von der schwedischen Modern Times Group) empfängt man in Estland zahlreiche fremdsprachige Sender über Terrestrik, Satellit und Kabel (mit vier Kabelnetzbetreibern). So ist es üblich, dass man noch finnische, schwedische, russische, englische und deutsche Sender empfängt. Die öffentlich-rechtliche Rundfunkanstalt Eesti Rahvusringhääling hat als drittes Programm einen eigenen russischsprachigen Sender namens ETV+. Das Staatsfernsehen Russlands startete einen Ableger für Estland namens Perwyj Baltijskij Kanal Estonia (Der erste baltische Kanal Estland).
Estnisches Fernsehen über Satellit gibt es im Pay-TV-Paket des skandinavischen Anbieters „Viasat“ auf der Satellitenposition 5° Ost (Astra 4A), die auch in Mitteleuropa empfangbar ist. Wer das Viasat-Paket abonniert, erhält neben TV3 und TV3+ russische, finnische, schwedische, norwegische, dänische und englischsprachige Sender. Auf dem gleichen Satelliten sind die baltischen MTV-Ableger MTV Eesti, MTV Latvija und MTV Lietuva im Abonnement erhältlich.
Spartenprogramme sind aufgrund des kleinen Marktes in Estland nicht vertreten. Wie auch in Skandinavien ist es im Baltikum wegen der hohen Übersetzungskosten weitgehend üblich, dass die Sender ausländische Fernsehproduktionen im Original mit estnischen Untertitel-Einblendungen senden, also ohne Synchronübersetzung wie in Deutschland.
Es gibt fünf öffentlich-rechtliche Radioprogramme. Vikerraadio ist das informationsorientierte Hauptprogramm. Raadio 2 bedient das jüngere Publikum. Raadio 4 sendet auf Russisch. Klassikaraadio bringt Klassik, Folklore, Jazz und Weltmusik. Raadio Tallinn sendet von 9:00 bis 19:00 Uhr ohne Unterbrechung Musik und übernimmt in der übrigen Zeit Programme der BBC, der DW und von RFI.
Etwa 97 % der estnischen Bevölkerung besitzen ein Fernsehgerät.
Mit einer Gesamtauflage von 523 Tageszeitungen pro 1000 Einwohnern hat Estland eine der höchsten Zeitungsleseraten der Welt.
Im Jahr 2023 nutzten 93,2 Prozent der Einwohner Estlands das Internet.

### Musik

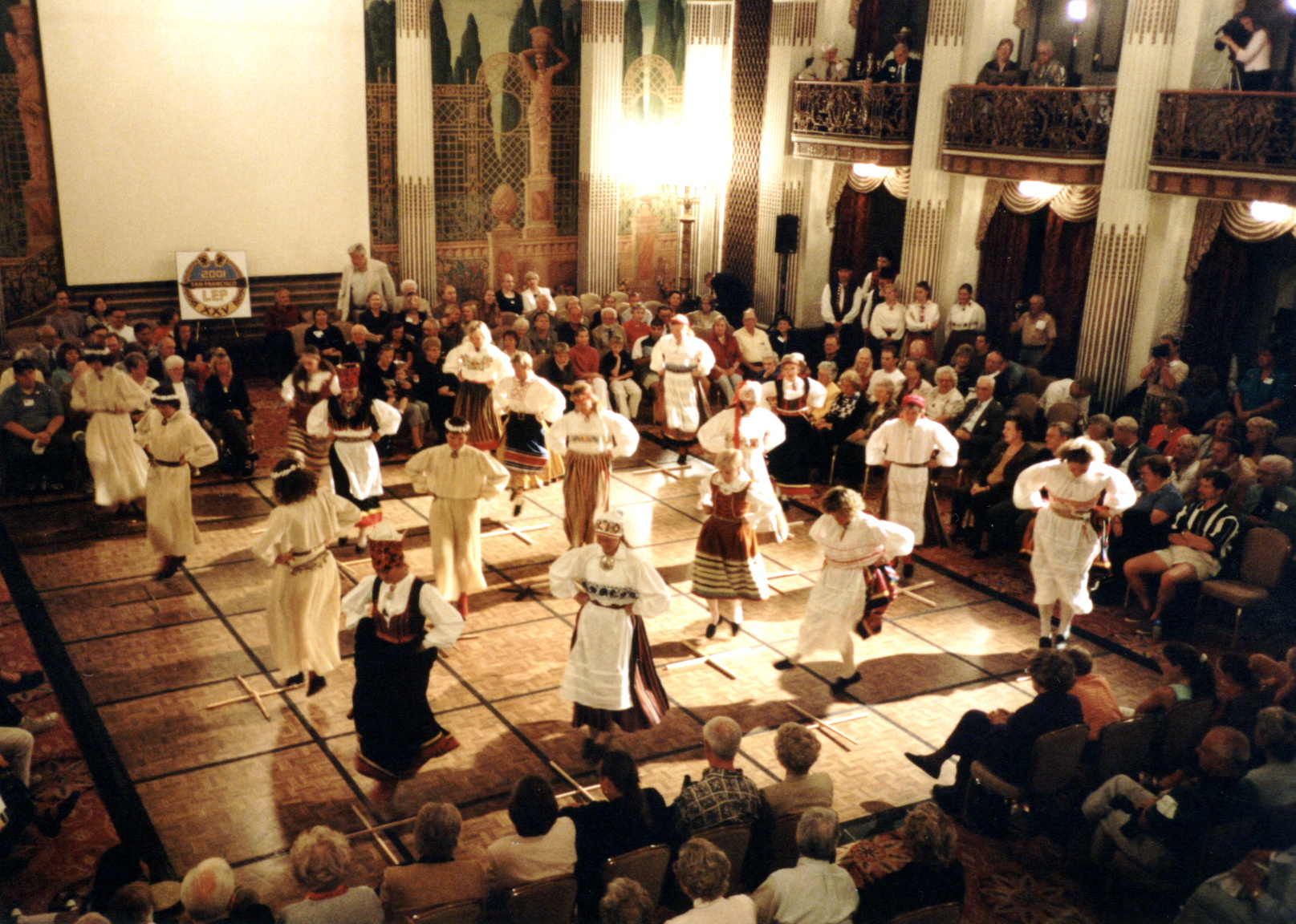
Estnische Volkstanzgruppe als Kulturträger auf Auslandsreise

Weltweit bekannt ist Arvo Pärt, ein zeitgenössischer Komponist moderner Klassik. Rudolf Tobias, ausgangs des 19. Jahrhunderts der erste estnische Komponist, ist Kennern der Chormusik durch seine Motetten auch außerhalb Estlands ein Begriff. Eduard Tubin machte im 20. Jahrhundert durch seine romantischen bis atonalen Sinfonien auf Estland aufmerksam, was 2005 durch ein großes Festival gewürdigt wurde. Neeme Järvi ist Dirigent von Weltruf, ebenso sein Sohn Paavo Järvi, der von 2001 bis 2011 Chefdirigent beim Cincinnati Symphony Orchestra und bis 2016 beim hr-Sinfonieorchester Frankfurt war. Im Populärbereich kommt dem Pianisten Olav Ehala eine große Bedeutung zu, der zahlreiche Filmmusiken schrieb und bei Theaterproduktionen mitwirkt. Ester Mägi schreibt ähnlich wie Veljo Tormis viele Kompositionen und Volkslieder für Chor um, die während der Besatzungszeit der Sowjetunion in Vergessenheit zu geraten drohten und seit der Unabhängigkeit sehr populär geworden sind. Zu erwähnen ist das alle fünf Jahre stattfindende Liederfest, wo Zehntausende, vereint zu einem Chor, nationales Liedgut singen.

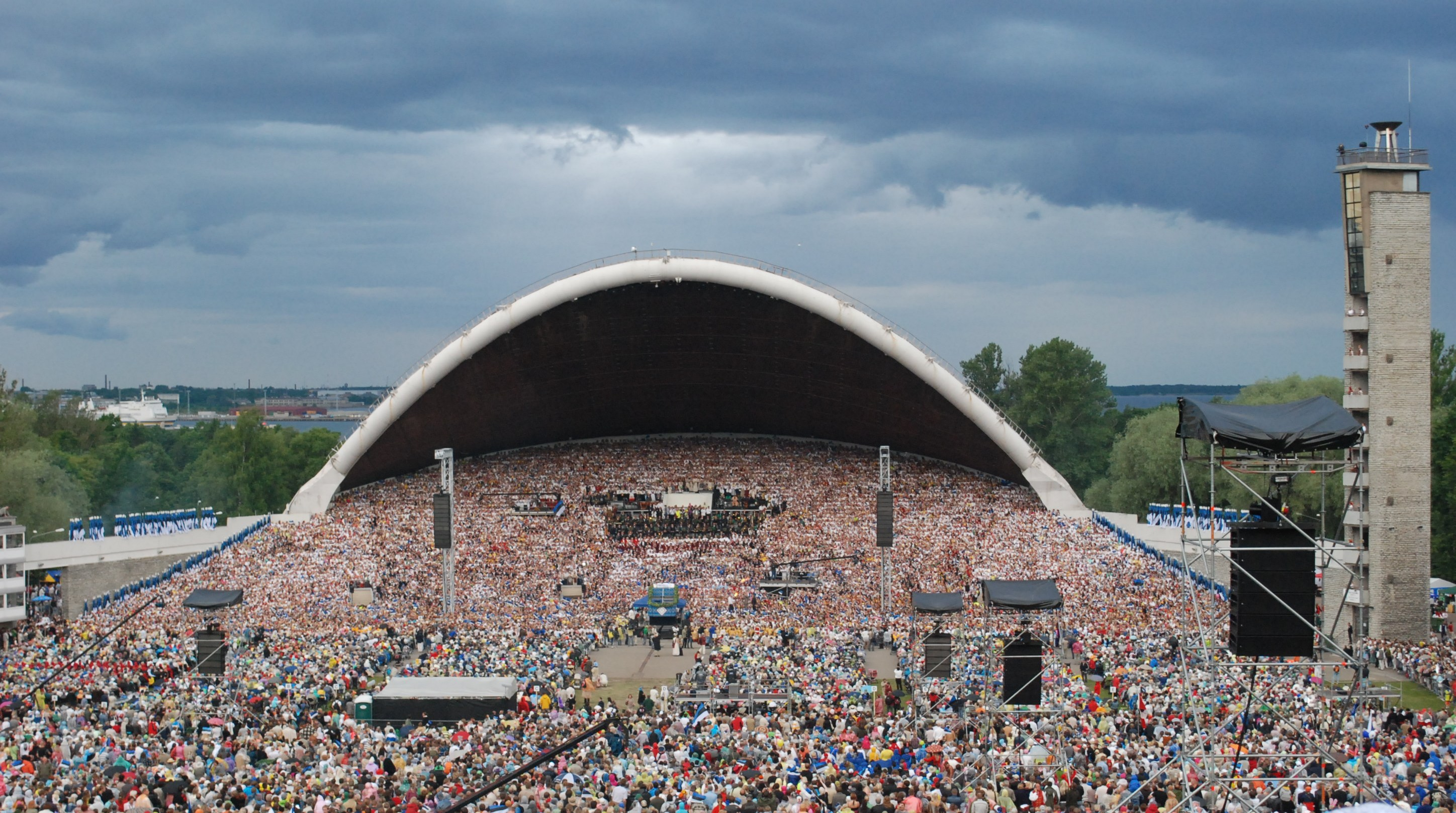
Die Tradition des estnischen Liederfests wurde 1869 begründet

Estland ist auch sehr erfolgreich mit Musikern wie Eda-Ines Etti, J.M.K.E., Tanel Padar, Malcolm Lincoln, Vaiko Eplik, Kerli und Vanilla Ninja in die europäische Pop-Kultur integriert.
Estland konnte beachtliche Erfolge beim Eurovision Song Contest erreichen, den Dave Benton gemeinsam mit Tanel Padar 2001 für das Land gewann. Der Eurovision Song Contest 2002 fand daraufhin in Tallinn statt.

### Architektur

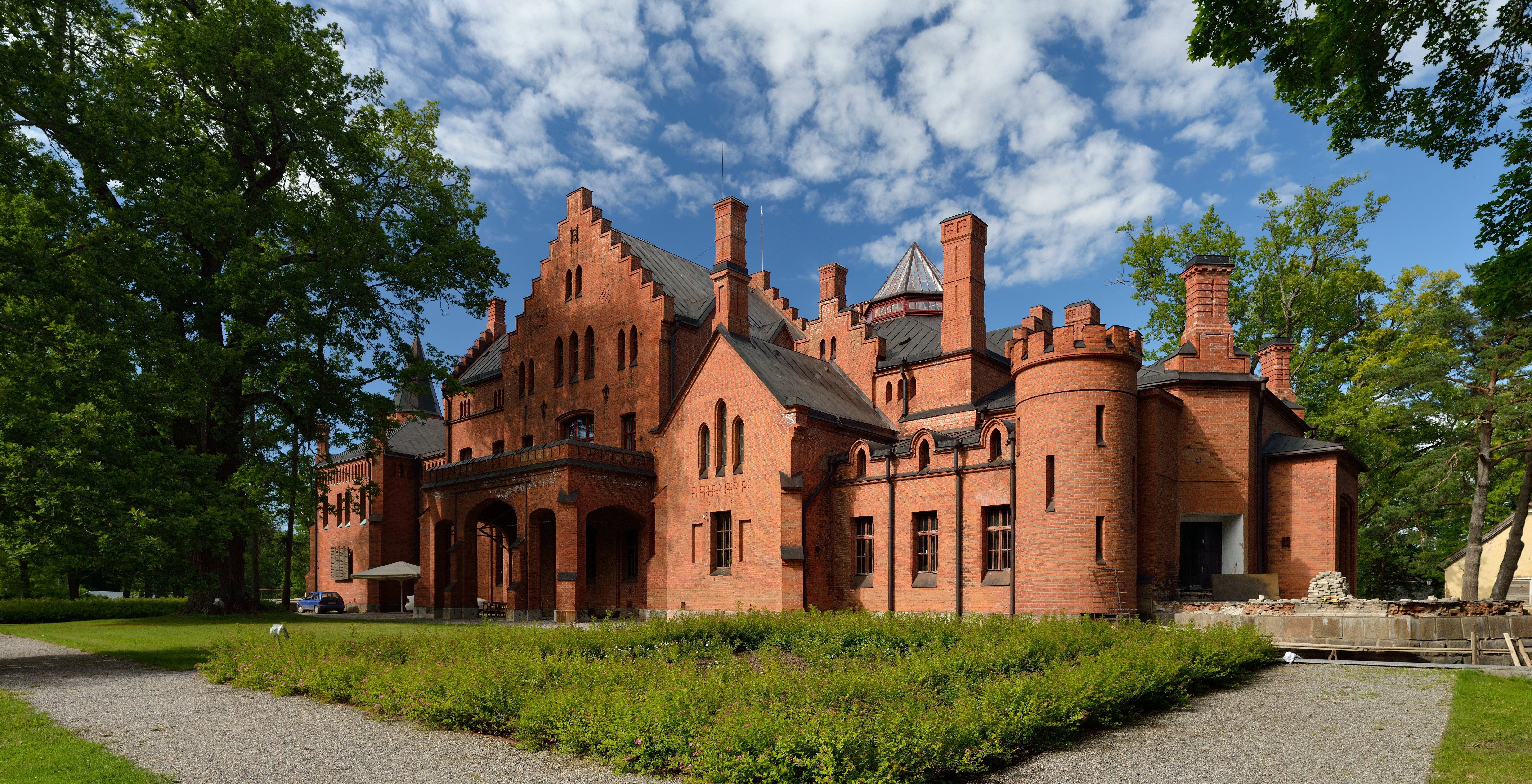
Das Schloss von Sangaste

Die estnischen Städte werden immer noch von den Holzhäusern geprägt, auch wenn die sowjetischen Plattenbauten dazwischen ragen. Heutzutage wird viel mit Schiefer gebaut. Das höchste Bauwerk Estlands ist der Fernsehturm in Tallinn (314 Meter), der in den Jahren 1975–1980 anlässlich der Olympischen Spiele in Moskau erbaut wurde.
In den Tagen des Staatsstreiches in Moskau (August 1991) sollte er von russischen Truppen besetzt werden, was durch die estnische Polizei und Demonstranten verhindert wurde. Der Turm gehört trotzdem nicht zu den besonderen nationalen Symbolen des neuen Estland. Ein möglicher Grund ist seine Lage – der Fernsehturm liegt weitab von der Innenstadt am stadtnahen Wald.
Das vierthöchste Bauwerk Estlands mit einer Höhe von 254 Metern ist der Mast des Senders Kohtla.

### Sport

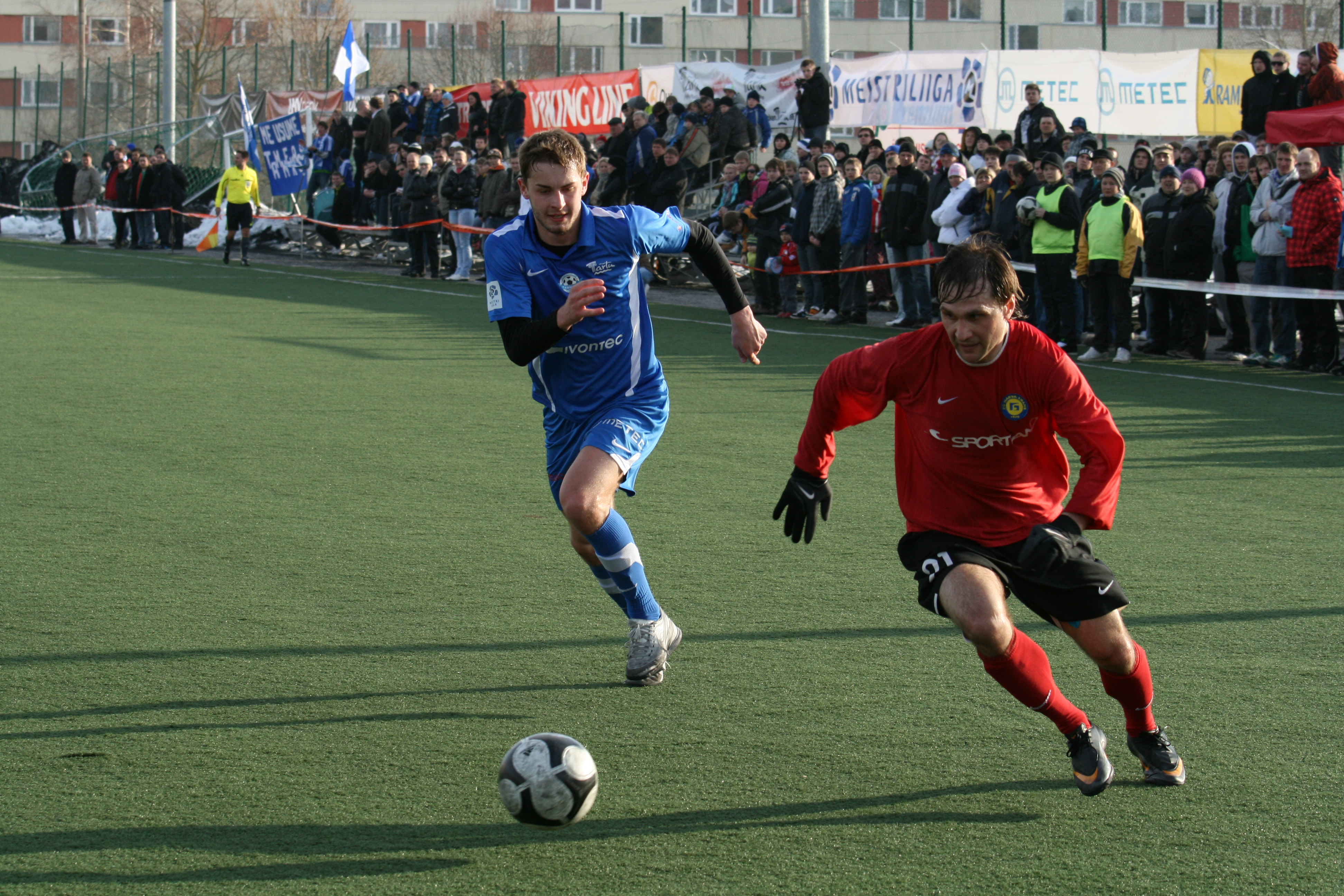
JK Tammeka Tartu und JK Trans Narva

Der Sport hat in Estland einen hohen Stellenwert. Bereits 1920 nahm das Land erstmals an den Olympischen Sommerspielen teil und setzten diese eigenständige Teilnahme auch bis zur Besetzung durch die UdSSR 1940 fort. Nach deren Ende und der estnischen Unabhängigkeit formierten sich die nationalen Sportverbände erneut. Olympische Medaillen konnte das Land vor allem im Gewichtheben, Ringen und Skisport gewinnen. Der sowjetische Schach-Großmeister Paul Keres kommt aus Estland. Auch bei der Ästhetischen Gruppengymnastik ist Estland eine Hochburg.
Während Fußball in Estland vor dem Zweiten Weltkrieg noch zu den beliebtesten Sportarten zählte, änderte sich das mit der sowjetischen Besatzung. Von nun an wurde Fußball als Machtinstrument missbraucht, und es folgten die Auflösung des estnischen Fußballverbandes, die Umbenennung der Vereine und die Eingliederung der Nationalmannschaft in das sowjetische Team. Als russische Sportart verpönt, wurde Fußball immer unbeliebter und erlangte erst nach der Unabhängigkeit wieder zunehmende Popularität. 2011 ist Fußball mit 20.000 Aktiven wieder beliebteste Sportart in Estland.
Special Olympics Estland wurde 1988 gegründet und nahm mehrmals an Special Olympics Weltspielen teil.